# Weltreiterspiele 2018
| Weltreiterspiele 2018        | Weltreiterspiele 2018                           |
| ---------------------------- | ----------------------------------------------- |
| Austragungsort:              | Mill Spring, North Carolina, Vereinigte Staaten |
| Sportstätte:                 | Tryon International Equestrian Center           |
| Teilnehmende Pferdesportler: | über 600 mit mehr als 650 Pferden               |
| Internet:                    | tryon2018.com                                   |

Die Weltreiterspiele 2018 (englisch FEI World Equestrian Games 2018) fanden vom 11. bis 23. September 2018 im Tryon International Equestrian Center in North Carolina statt. Zum zweiten Mal nach 2010 wurden die Weltreiterspiele in den Vereinigten Staaten von Amerika ausgerichtet.
Bei den Weltreiterspielen 2018 handelte es sich um die Weltmeisterschaften in folgenden acht Reitsportdisziplinen:
- Distanzreiten
- Dressurreiten
- Para-Dressur (Dressurreiten der Reiter mit Behinderung)
- Reining
- Springreiten
- Vielseitigkeitsreiten
- Vierspännerfahren
- Voltigieren

## Austragungsort
Das Tryon International Equestrian Center gehört zum Gebiet der unincorporated community von Mill Spring im Polk County, dessen Siedlungskern sich etwa zehn Kilometer westlich befindet. Die nächsten größeren Orte sind, ebenfalls in westlicher Richtung, das 14 Kilometer entfernte Columbus sowie das namensgebende, gut 20 Kilometer entfernte Tryon.
Das Reitsportzentrum befindet sich im waldreicher Umgebung an der U.S. Route 74. Errichtet wurde das Tryon International Equestrian Center im Auftrag einer Gruppe von Investoren um Mark Bellissimo, Eigentümer des Palm Beach International Equestrian Center in Wellington (Florida). Eröffnet wurde die Anlage im Jahr 2014, seitdem werden hier mehr als zehn internationale Reitturniere pro Jahr durchgeführt. Einschließlich nationaler Turniere und Wettbewerbe anderer Pferdesportarten finden hier an 42 Wochenenden im Jahr Konkurrenzen statt.
Ställe für 1200 Pferde und zwölf Reitarenen umfasst das Reitsportzentrum. Die Wettkampfstätten der einzelnen Sportarten befinden sich eng beieinander, nach Veranstalterangaben maximal zehn Minuten Fußwegstrecke.

## Organisation

### Vergabe
Erstmals vergeben wurden die Weltreiterspiele des Jahres 2018 im Juni 2014. Kurz zuvor hatte sich Wellington (Florida) mit dem Palm Beach International Equestrian Center als Kandidat zurückgezogen. Der Weltpferdesportverband FEI musste zwischen zwei Veranstaltern entscheiden, beide aus Nordamerika: Lexington, dem Ausrichter der Weltreiterspiele 2010 und Bromont, dem Austragungsort der meisten Reitsportwettbewerbe der Olympischen Sommerspiele 1976. Den Zuschlag erhielt der Bromont Olympic Equestrian Park.
Zwei Jahre später stand die FEI wieder ohne Veranstalter da: Zwar hatten die Veranstalter in Bromont finanzielle Zusagen von der Regionalregierung erhalten, nicht jedoch wie angedacht auch von der kanadischen Bundesregierung. Da die Veranstalter sich so nicht in der Lage sahen, die nötigen Finanzmittel aufzutreiben, beendete man einvernehmlich den Vertrag mit der FEI.
Trotz des nun knappen Zeitplans konnte die FEI vier Monate später einen neuen Veranstalter präsentieren: Mit dem Tryon International Equestrian Center blieb es bei einem nordamerikanischen Austragungsort. Tryon konnte bereits fertige Sportstätten für fast alle Wettbewerbe der Weltreiterspiele vorweisen. Aufgrund der klimatischen Bedingungen in North Carolina entschied man sich, den Termin für die Weltreiterspiele gut einen halben Monat nach hinten zu verschieben.
Ein Problem bei der Findung eines Ersatz-Austragungsort war die enge Bindung der FEI an den Sponsoren Longines gewesen. Fast alle großen, für Multisportveranstaltungen des Pferdesports gerüsteten Turnierplätze kooperierten seit Jahren mit dessen Konkurrenten Rolex, so Aachen, Wellington, Lexington und auch Tryon. Die Veranstalter von Tryon trafen eine Vereinbarung mit Rolex, das sich zugunsten der Möglichkeit der Durchführung der Weltreiterspiele 2018 für die Dauer der Veranstaltung vom Turniergelände zurückzog.

### Testturniere
Trotz der Vielzahl der jährlichen Pferdesportveranstaltungen wurden fünf Testveranstaltungen durchgeführt: Den Auftakt machten die Springreiter mit einem CSI 3* Ende Oktober 2017. Im April 2018 folgten zwei Testveranstaltungen: Vom 4. bis zum 8. April gingen die Voltigierer und die Vielseitigkeitsreiter an den Start, zwei Wochen später Vierspännerfahrer, Dressur- und Para-Dressurreiter. Den Abschluss machten die Reiner vom 10. bis 13. Mai 2018.
Die Reithalle für die Voltigierer und Reiner war im April 2018 noch nicht komplett fertiggestellt, erst kurz zuvor war das Dach aufgesetzt worden. Dennoch zeigte sich etwa Emma Seely, Chef d’Equipe des US-amerikanischen Voltigierteams begeistert, auch bezüglich der direkt angrenzenden Ställe und der Trainingsmöglichkeiten.
Bei den Testveranstaltungen waren mehrheitlich nordamerikanische Sportler am Start. Um die Abläufe zu testen, führte man die Wettbewerbe so durch, wie sie bei den Weltreiterspielen stattfinden werden – so zum Beispiel die Vielseitigkeitsdressur über zwei Tage hinweg verteilt.

### Unfertige Infrastruktur
Die Beobachtungen bei den Testveranstaltungen erwiesen sich als richtig: Die geringe Vorbereitungszeit von weniger als zwei Jahren erwies sich als zu knapp. Obwohl in Tryon bereits eine umfangreiche Reitsportinfrastruktur vorhanden war, fanden die Sportler in der ersten Woche der Weltreiterspiele eine Baustelle vor.
Während für alle Pferde gute Stallungen vorhanden waren, waren die Bedingungen für ihre wichtigsten Bezugspersonen schlecht: Alle für Menschen gedachten Unterkünfte auf dem Gelände waren noch nicht fertiggestellt. Während Reiter, Funktionäre und Presse auf Nächtigungsmöglichkeiten im weiteren Umkreis verteilt werden konnten, kam dies für die Pferdepfleger nicht in Betracht. Daher wurden für die Pfleger Container und Zelte als Sammelunterkünfte auf dem Gelände aufgestellt.
Auf dem Gelände gingen die Bauarbeiten auch während der Wettkampftage weiter, so dass auf dem Gelände vielfach Bauschutt und Bauabfälle zu finden waren. Die Spuren der Baumaschinen sorgten dafür, dass die Strecke der Distanzreiter tiefe Löcher bekam und nur noch schwer zu bereiten war. Das für die VIP-Besucher um Muhammad bin Raschid Al Maktum gedachte Gebäude an der Distanzreitstrecke war noch ein Rohbau. Andere Anlagen, so der Eingang zum VIP-Bereich des Hauptstadions, wurden während der ersten Turnierwoche fertiggestellt.

## Wettkämpfe

### Zeitplan und Wetterbedingungen
Die Weltreiterspiele 2018 sind etwas kürzer als jene von 2014, das Programm umfasst 13 statt 16 Tage. Am 11. September stand abends die Eröffnungsfeier auf dem Programm, ab dem 12. September fanden die Sportwettbewerbe statt. In der ersten Woche waren die Distanzreiter, die Reiner und die Dressurreiter am Start.

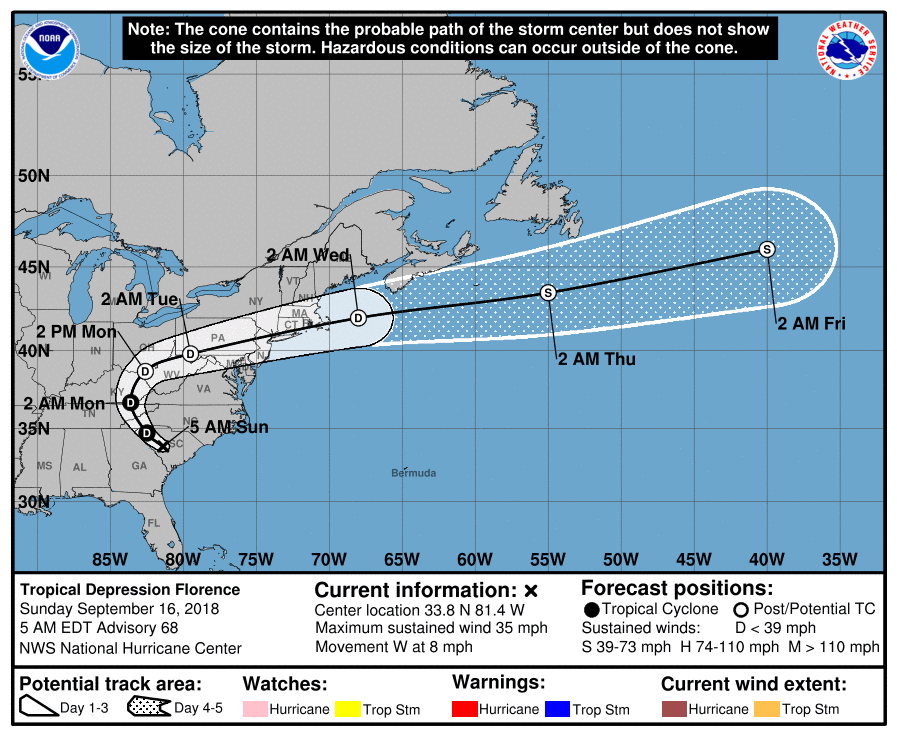
Zuvor prognostizierte Bahn des Hurrikans/Tropischen Wirbelsturms „Florence“ über North Carolina hinweg

Der vormalige Hurrikan, nun Tropische Wirbelsturm „Florence“ führte zu deutlichen Veränderungen im Zeitplan: Von Samstagabend (15. September) bis Sonntag sollte es zu heftigen Regenfällen kommen, die eine Durchführung von Wettbewerben am Sonntag in der Prognose nicht möglich erscheinen lassen. Am Samstag wurde das Sportprogramm gestrafft, indem das Reining-Finale vorgezogen und die Startabstände zwischen den Reitern am Geländetag der Vielseitigkeit verringert wurde. Damit konnten die Wettbewerbe im Freien bis 15:30 Uhr, jene in der Halle bis ca. 17:30 Uhr abgeschlossen werden.
Die für Sonntag vorgesehenen Wettbewerbe sollten am Montag nachgeholt werden. Dieser Tag war ursprünglich als Ruhetag zwischen den zwei Abschnitten der Weltreiterspiele vorgesehen. Da am Montagabend jedoch bereits der Abflug der europäischen Dressurpferde erfolgt, sprachen sich mehrere Verbände gegen die Ausrichtung der Grand Prix Kür am Montag aus, auch angedachte Alternativlösungen etwa am Samstag kamen nicht zustande. Somit entfielen nach der Einzel- und Mannschaftsentscheidung im Distanzreiten auch die Einzel-Kürwertung der Dressurreiter. Der Sturm traf das Gelände der Weltreiterspiele nicht, so dass der Sonntag lediglich durch intensive Regenfälle geprägt war und die Vielseitigkeitsreiter bereits am Nachmittag ihre Verfassungsprüfung durchführen konnten. Am Montag fand wie geplant das Springen der Vielseitigkeit statt.
Vor und nach Florence prägte sehr warmes Wetter die Weltreiterspiele. Während in der ersten Woche am Tag des Distanzrittes zudem noch hohe Luftfeuchtigkeit herrschte, prägten Mitte der zweiten Woche wieder (trockene und wolkenlose) über 30 °C die Wettkämpfe.
Ab dem 18. September startete die zweite Woche der Weltreiterspiele. In dieser finden die Entscheidungen in der Para-Dressur, im Voltigieren und im Springreiten statt. Am Schlusstag enden die Wettbewerbe bereits gegen 13:30 Uhr mit dem Finale der Springreiter, im Anschluss folgt die Schlussfeier der Weltreiterspiele.
|                   | 11. Sept.         | 12. Sept. | 13. Sept. | 14. Sept. | 15. Sept. | 16. Sept. | 17. Sept. | 18. Sept. | 19. Sept. | 20. Sept. | 21. Sept. | 22. Sept. | 23. Sept.        |
| ----------------- | ----------------- | --------- | --------- | --------- | --------- | --------- | --------- | --------- | --------- | --------- | --------- | --------- | ---------------- |
| Zeremonien        | Eröffnungs- feier |           |           |           |           |           |           |           |           |           |           |           | Abschluss- feier |
| Distanzreiten     |                   | X         |           |           |           |           |           |           |           |           |           |           |                  |
| Dressur           |                   | E/M       | E/M       | E         |           | X         |           |           |           |           |           |           |                  |
| Para-Dressur      |                   |           |           |           |           |           |           | E         | E         | M         | M         | E         |                  |
| Reining           |                   | E/M       | E         |           | E         |           |           |           |           |           |           |           |                  |
| Springen          |                   |           |           |           |           |           |           |           | E/M       | E/M       | E/M       |           | E                |
| Vielseitigkeit    |                   |           | E/M       | E/M       | E/M       |           | E/M       |           |           |           |           |           |                  |
| Vierspännerfahren |                   |           |           |           |           |           |           |           |           |           | E/M       | E/M       | E/M              |
| Voltigieren       |                   |           |           |           |           |           |           | E/M       | E/M/P     | E/P       |           | E/M       |                  |

Legende:
- E: Prüfung der Einzelwertung
- M: Prüfung der Mannschaftswertung
- P: Pas de deux-Prüfung
- X: Entfallene oder abgebrochene Prüfungen
- die blauen Felder stehen für Tage mit Prüfungen, die goldenen Felder für den Tag der jeweiligen Entscheidung

### Distanzreiten
- 126 Starterpaare aus 40 Nationen, 29 Mannschaften[22][23][24]

Die teilnehmenden Nationen hatten die Möglichkeit, jeweils fünf Distanzreiter mit ihren Pferden zu den Weltreiterspielen entsenden, von denen die besten drei Ergebnisse pro Equipe in die Wertung eingehen würden. Ausgetragen werden sollten Einzel- und die Mannschaftsentscheidung in einem Wettbewerb.
Die Strecke des Distanzrittes der Weltreiterspiele umfasste planmäßig 160 Kilometer (ca. 100 Meilen). Sie war in sechs schleifenförmige Abschnitte (die so genannten Loops) aufgeteilt. Zwischen den einzelnen Abschnitten wurden an den so genannten „VetGates“ tierärztliche Untersuchungen mit vorgeschriebenen Zwangspausen für die Pferde durchgeführt.

#### Verlauf des Distanz-Wettbewerbs
Der Distanzritt am ersten Prüfungstag entwickelte sich zu einem Fiasko. Die Strecke befand sich in Privatbesitz mehrerer Eigentümer, die Veranstalter der Weltreiterspiele 2018 hatten nur für einen Tag ein Nutzungsrecht erhalten. Dies hatte zur Konsequenz, dass die Reiter die Strecke zuvor nicht erkunden konnten. Sie erhielten lediglich vorab Karten mit Höhenprofilen. Den Teilnehmern war der genaue Ausgangspunkt des Rittes nicht mitgeteilt worden. Auch gingen nicht wie vorgesehen alle Reiter zeitgleich an den Start, zwei Gruppen starteten separat mit 15 Minuten Verspätung. Weitere Reiter waren von den Stewards einem falschen Auto zum vermeintlichen Start hinterhergeschickt worden. Daraufhin wurde der Ritt nach dem ersten Loop abgebrochen.
Der Ritt wurde neu gestartet nach einer Pause von 45 Minuten nach Ankunft des letzten Pferdes vom ersten Loop. Die Distanz wurde auf 120 Kilometer verkürzt. Im neu gestarteten Rennen waren nur noch 95 der ursprünglich 126 Paare erneut am Start.
Kurz nach dem Neustart setzte starker Regen ein, so dass sich die Bodenverhältnisse verschlechterten. Zusammen mit Temperaturen von über 30 °C und einer hohen Luftfeuchtigkeit ergaben sich damit sehr schwierige Bedingungen. Außerdem wurde wegen des angekündigten Sturms die vorgeschriebene Erholungsphase für die Pferde nach jedem Loop von 20 auf 15 Minuten verkürzt. Zwei Loops nach dem Neustart wurde der Ritt endgültig abgebrochen.
Nach dem Abbruch zeigten sich einige Reiter und Betreuer gegenüber den FEI-Funktionären so aufgebracht, dass die örtliche Polizei einschritt. Nach dem Rennen mussten 53 der 95 Pferde veterinärmedizinisch behandelt werden. 32 Pferden mussten aufgrund von Dehydrierung Infusionen von 20 bis 40 Litern gegeben werden. Bei zwei Pferden wurden Probleme mit der Niere festgestellt, darunter auch der Anglo-Araberwallach Barack Obama der neuseeländischen Reiterin Jenny Champion. Der Wallach wurde letztlich aufgrund dieser akuten Probleme eingeschläfert.
Die Vorkommnisse des Distanzrittes in Tryon standen in einer Reihe negativer Vorkommnisse im Distanzreitsport, die unter anderem zum zeitweiligen Ausschluss des Verbandes der Vereinigten Emirate im Jahr 2015 geführt hatten. Daraufhin wurden Stimmen laut, die einen Ausscheiden des Distanzreiters aus den Weltreiterspielen oder gar einen kompletten Ausschluss des Distanzreitens aus der FEI forderten.

### Reining
- 62 Starterpaare aus 20 Nationen, 12 Mannschaften[30][31]

Bei den Reiningwettbewerben konnten die teilnehmenden Nationen jeweils vier Reiter mit je einem Pferd nach Tryon entsenden.
Die Mannschaftswertung wurde nicht mehr wie 2014 über zwei Tage hinweg ausgetragen, sondern in zwei Abschnitten am Vormittag und am Nachmittag/Abend am 12. September. Die besten drei Ergebnisse einer jeden Equipe gingen in die Wertung ein. Die Mannschaft mit der höchsten Gesamtpunktzahl errang die Mannschafts-Goldmedaille.
Diese Mannschaftsprüfung zählte zudem als erste Teilprüfung für die Einzelwertung. Die besten 15 Reiter dieser Prüfung waren direkt für das Einzelfinale qualifiziert. Die auf den Plätzen 16 bis 35 rangierten Teilnehmer zogen in eine zweite Qualifikationsprüfung ein. Aus dieser Prüfung qualifizierten sich die fünf besten Reiter für das Einzelfinale, in dem somit standardmäßig 20Reiter-Pferd-Kombinationen startberechtigt gewesen wären. Ausschließlich anhand des Ergebnisses des Einzelfinals wurden die Medaillengewinner der Einzelwertung ermittelt.

#### Mannschaftswertung
Wenige Tage vor Beginn der Weltreiterspiele musste Gina-Maria Bethke ihre Teilnahme aufgrund eines Infekts ihres Pferdes Gotta Nifty Gun absagen. Für die Weltmeisterin der Jungen Reiter 2017 wären die Weltreiterspiele ihr erstes internationales Championat bei den Senioren gewesen. Für sie rückte Maria Till, die ebenso im Vorjahr noch an den Meisterschaften der Jungen Reiter teilgenommen hatte, in die deutsche Mannschaft nach.
Der Sieg in der Mannschaftskonkurrenz ging sicher und erwartungsgemäß an die Gastgeber. Alle vier US-Reiter kamen unter die besten sieben Ergebnisse dieses Wettbewerbs. Belgien profitierte vom starken Ergebnis seines Schlussreiters Bernard Fonck, durch welches die belgische Mannschaft mit fünf Punkten Vorsprung Silber gewann. Eng war die Konkurrenz um Bronze, zwischen den Ergebnissen von Brasilien, Österreich und Deutschland lagen am Ende nur zwei Punkte. Der letzte österreichische Reiter Rudi Kronsteiner hatte mit Peppy Diamond die Chance, seinem Heimatland die Medaille zu sichern. Sein Ergebnis von 225,0 zählte zu den besten des Tages, doch es reichte knapp nicht für Österreich. Deutschland erreichte mit insgesamt 666,5 Punkten den dritten Rang.
| Platz                                                     | Land               | Reiter und Pferde                          | Punkte  |
| 1                                                         | Vereinigte Staaten | Vereinigte Staaten                         | 681,0   |
| --------------------------------------------------------- | ------------------ | ------------------------------------------ | ------- |
|                                                           |                    | Casey Deary mit Heavy Duty Chex            | (223,5) |
| Cade McCutcheon mit Custom Made Gun                       | 229,0              |                                            |         |
| Daniel L. Huss mit Ms Dreamy                              | 226,5              |                                            |         |
| Jordan Larson mit Gunnabeabigstar                         | 225,5              |                                            |         |
| 2                                                         | Belgien            | Belgien                                    | 671,5   |
|                                                           |                    | Dries Verschueren mit Smart N Sparkin      | 219,5   |
| Ann Poels mit Made in Walla                               | 225,5              |                                            |         |
| Cira Baeck mit Gunners Snappy Chic                        | (215,0)            |                                            |         |
| Bernard Fonck mit What a Wave                             | 226,5              |                                            |         |
| 3                                                         | Deutschland        | Deutschland                                | 666,5   |
|                                                           |                    | Grischa Ludwig mit Ruf Lil Diamond         | 223,5   |
| Markus Süchting mit Spotlight Charly                      | 222,0              |                                            |         |
| Robin Schoeller mit Wimpy Kaweah                          | (220,0)            |                                            |         |
| Julia Schumacher mit Coeurs Little Tyke                   | 221,0              |                                            |         |
| 4                                                         | Österreich         | Österreich                                 | 666,0   |
|                                                           |                    | Markus Morawitz mit Gunners Chic Magnet    | (216,5) |
| Anna Lisec mit This Wimps So Fly                          | 220,5              |                                            |         |
| Martin Mühlstätter mit Blo Gun                            | 220,5              |                                            |         |
| Rudi Kronsteiner mit Peppy Diamond                        | 225,0              |                                            |         |
| 5                                                         | Brasilien          | Brasilien                                  | 664,5   |
|                                                           |                    | Marcelo Almeida da Silva mit Mahogany Whiz | (216,0) |
| João Felipe Andrade C. S. Lacerda mit Gunner Dun It Again | 221,5              |                                            |         |
| Franco Bertolani mit Wimpys Littlecolonel                 | 220,5              |                                            |         |
| Thiago Boechat mit Frozen Enterprize                      | 222,5              |                                            |         |
| 6                                                         | Italien            | Italien                                    | 659,5   |
| 6                                                         | Frankreich         | Frankreich                                 | 659,5   |
| 8                                                         | Australien         | Australien                                 | 656,5   |
| 9                                                         | Niederlande        | Niederlande                                | 648,5   |
| 10                                                        | Kanada             | Kanada                                     | 648,0   |
| 11                                                        | Mexiko             | Mexiko                                     | 637,0   |
| 12                                                        | Chile              | Chile                                      | 208,5   |

#### Einzelwertung
In der Mannschaftsprüfung lagen drei Reiter punktgleich auf dem 14. Rang, so dass sich die Anzahl der aus dieser Prüfung direkt für das Einzelfinale qualifizierten Reiter auf 16 erhöhte. In der zweiten Qualifikationsprüfung konnte Martin Mühlstätter mit Blo Gun 223 Punkte und damit den Sieg in dieser Prüfung erringen. Die Konkurrenz um die vier weiteren Qualifikationsplätze für das Einzelfinale war eng: Zwischen dem sich qualifizierenden fünften Rang und Rang neun lag nur 1,0 Punkt Unterschied. Auch in dieser Prüfung gab es zwei Reiter punktgleich auf dem letzten Qualifikationsplatz für das Finale, so dass das Starterfeld im Finale nicht 20, sondern 22 Teilnehmerpaare umfasste.
Im Einzelfinale hoben sich dann die Ergebnisse von zwei Reitern vom restlichen Starterfeld ab: Die Einzel-Goldmedaille ging an keinen US-Amerikaner, sondern an den Belgier Bernard Fonck und seinen Fuchshengst What a Wave mit 227,0 Punkten. Mit nur 0,5 Punkten Rückstand gewann Daniel L. Huss Silber.
Wie auf diversen anderen Plätzen im leistungsmäßig eng zusammenliegenden Teilnehmerfeld gab es auch auf dem dritten Platz einen Punktgleichstand zweier Reiter und ihren Pferden. Der US-Amerikaner Cade McCutcheon und der Brasilianer João Felipe Andrade Lacerda waren beide auf 225,0 Punkte gekommen. Um die Bronzemedaille vergeben zu können, wurde zwischen beiden ein so genanntes Run-off, also ein Stechen, durchgeführt. Dabei musste nochmals dasselbe Pattern, also dieselbe Aufgabe wie im Einzelfinale geritten werden. Lacerda erreichte dort das Spitzenergebnis von 227,0 Punkten. Doch dem erst 18-jährigen McCutcheon gelang es mit Unterstützung des heimischen Publikums, dies noch zu überbieten: 228,0 Punkte brachten ihm und seinem Palominohengst Custom Made Gun Bronze ein.
Der über die zweite Qualifikationsprüfung nachgerückte Martin Mühlstätter schloss als bester Österreicher auf Rang fünf ab. Grischa Ludwig, erfolgreichster Deutscher an diesem Tag, stellte das beste Pferd vor, das nicht der Rasse American Quarter Horse angehört: Mit der Paint-Horse-Fuchsstute Ruf Lil Diamond kam er auf Rang acht.
| Rang | Reiter                            | Pferd               | Punkte | Punkte Run-off |
| ---- | --------------------------------- | ------------------- | ------ | -------------- |
| 1    | Bernard Fonck                     | What a Wave         | 227,0  |                |
| 2    | Daniel L. Huss                    | Ms Dreamy           | 226,5  |                |
| 3    | Cade McCutcheon                   | Custom Made Gun     | 225,0  | 228,0          |
| 4    | João Felipe Andrade C. S. Lacerda | Gunner Dun It Again | 225,0  | 227,0          |
| 5    | Manuel Cortesi                    | Sliderina for me    | 224,5  |                |
| 5    | Martin Mühlstätter                | Blo Gun             | 224,5  |                |
| 7    | Thiago Boechat                    | Frozen Enterprize   | 223,0  |                |
| 8    | Grischa Ludwig                    | Ruf Lil Diamond     | 222,5  |                |
| 8    | Mirjam Stillo                     | Ruff Spook          | 222,5  |                |
| 10   | Mathieu Buton                     | Gunna Sassya        | 222,0  |                |
|      | …                                 |                     |        |                |
| 16   | Markus Süchting                   | Spotlight Charly    | 220,0  |                |
|      | …                                 |                     |        |                |
| 21   | Rudi Kronsteiner                  | Peppy Diamond       | 214,5  |                |
| 22   | Julia Schumacher                  | Coeurs Little Tyke  | 203,0  |                |

### Dressur
- 77 Starterpaare aus 31 Nationen, 15 Mannschaften[41][42]

Jeweils vier Dressurreiter mit je einem Pferd konnten die teilnehmenden Nationen zu den Weltreiterspielen entsenden.
Die erste Teilprüfung war der Grand Prix de Dressage, in dem alle an den Weltreiterspielen teilnehmenden Dressurreiter antraten. Diese Prüfung wurde über zwei Tage hinweg ausgerichtet. Jede Mannschaft bestand aus drei oder vier Reitern einer Nation, von denen die drei besten Ergebnisse in die Mannschaftswertung eingingen. Anhand dieser Mannschaftswertung wurden die Mannschaftsmedaillen vergeben.
Aus dem Grand Prix de Dressage qualifizierten sich die besten 30 Teilnehmer für den Grand Prix Spécial. Anhand des Ergebnisses dieser Prüfung wurden die Einzelmedaillen des Grand Prix Spécial vergeben.
Diese sollten die einzige Einzelmedaillen im Dressurreiten bei den Weltreiterspielen bleiben. Bedingt durch die Auswirkungen des Tropischen Wirbelsturms „Florence“ und Terminprobleme wurde keine Grand Prix Kür ausgetragen. Für diese wären die Top 15 der Einzelwertung des Grand Prix Spécial startberechtigt gewesen (Ausnahme: Soweit es aus einer oder mehreren Nationen mehr als drei Reiter unter die Top 15 des Grand Prix Spécial gekommen wären, hätte der jeweils niedrigstplatzierte vierte Reiter der jeweiligen Nation nicht an der Grand Prix Kür teilnehmen dürfen. Hierfür wäre dann nach der Platzierung des Grand Prix Spécial jeweils ein anderer Reiter nachgerückt).

#### Mannschaftswertung
Ende August 2018 wurde vermeldet, dass das Einzel-Bronze-Paar der Europameisterschaften 2017, Cathrine Dufour und Cassidy, aufgrund einer kleinen Verletzung des Pferdes nicht an den Weltreiterspielen teilnehmen würde. Damit war auch die dänische Mannschaft, die bei den Europameisterschaften Silber errungen hatte, geschwächt.
Alle Mannschaften traten mit vier Reitern an. Die Vereinigten Staaten erhielten den letzten Startplatz und schlossen dabei jeweils bei der Startreihenfolge die Gruppen der Mannschaftsreiter ab. Nach dem ersten Tag mit je zwei Reitern lag die deutsche Equipe in Führung, es folgten Schweden und die Vereinigten Staaten auf Rang zwei und drei.
Großbritannien erinnerte mit dem Ritt seines dritten Paares, Carl Hester und der 10-jährige Wallach Delicato, an seine Medaillenambitionen, mit 77,283 Prozent zeigte es zunächst das Bestergebnis. Doch dieses wechselte schon beim nächsten Ritt, mit Sönke Rothenberger und Cosmo kam es erstmals an diesem Tag zu einem Ergebnis von über 80 Prozent.
Bei den vierten Reitern der Mannschaften konnte zunächst Charlotte Dujardin die in sie gesetzten Hoffnungen erfüllen: Ihre neunjährige Hannoveranerstute Freestyle musste sich in Tryon erstmals großer internationaler Konkurrenz stellen und kam auf deutlich über 77 Prozent. Schwedens Schlussreiter Patrik Kittel, der ebenfalls eine junge Stute ritt, konnte zwar mit über 78 Prozent überzeugen. Doch zu einer Mannschaftsmedaille reichte es nicht mehr, Bronze ging mit knappen Vorsprung an Großbritannien. Laura Graves und Verdades errangen als letzten Paar des Grand Prix noch ein Resultat von 81,537 Prozent und damit die Silbermedaille für die Gastgeber. Doch das höchste Ergebnis ging an Bella Rose, geritten von Isabell Werth. Vier Jahre nach ihrem letzten Championat kam die Stute auf 84,829 Prozent. Damit stand für die deutsche Dressurequipe der Sieg mit fast zehn Prozent Vorsprung fest.
| Platz                                          | Land               | Reiter und Pferde                              | Prozent  |
| 1                                              | Deutschland        | Deutschland                                    | 242,950  |
| ---------------------------------------------- | ------------------ | ---------------------------------------------- | -------- |
|                                                |                    | Jessica von Bredow-Werndl mit TSF Dalera BB    | 76,677   |
| Dorothee Schneider mit Sammy Davis Jr.         | (75,062)           |                                                |          |
| Sönke Rothenberger mit Cosmo                   | 81,444             |                                                |          |
| Isabell Werth mit Bella Rose                   | 84,829             |                                                |          |
| 2                                              | Vereinigte Staaten | Vereinigte Staaten                             | 233,136  |
|                                                |                    | Steffen Peters mit Suppenkasper                | (73,494) |
| Adrienne Lyle mit Salvino                      | 74,860             |                                                |          |
| Kasey Perry-Glass mit Dublet                   | 76,739             |                                                |          |
| Laura Graves mit Verdades                      | 81,537             |                                                |          |
| 3                                              | Großbritannien     | Großbritannien                                 | 229,628  |
|                                                |                    | Spencer Wilton mit Super Nova II               | 74,581   |
| Emile Faurie mit Dono di Maggio                | (72,795)           |                                                |          |
| Carl Hester mit Delicato                       | 77,283             |                                                |          |
| Charlotte Dujardin mit Mount St John Freestyle | 77,764             |                                                |          |
| 4                                              | Schweden           | Schweden                                       | 229,456  |
|                                                |                    | Tinne Vilhelmson Silfvén mit Don Auriello      | (73,106) |
| Juliette Ramel mit Buriel                      | 75,248             |                                                |          |
| Therese Nilshagen mit Dante Weltino OLD        | 76,009             |                                                |          |
| Patrik Kittel mit Well Done de la Roche        | 78,199             |                                                |          |
| 5                                              | Niederlande        | Niederlande                                    | 223,664  |
|                                                |                    | Madeleine Witte-Vrees mit Cennin               | 72,966   |
| Hans Peter Minderhoud mit Dream Boy            | 73,509             |                                                |          |
| Emmelie Scholtens mit Apache                   | (72,733)           |                                                |          |
| Edward Gal mit Zonik                           | 77,189             |                                                |          |
| 6                                              | Spanien            | Spanien                                        | 220,186  |
|                                                |                    | Juan Matute Guimón mit Quantico                | (68,494) |
| Beatriz Ferrer-Salat mit Delgado               | 72,919             |                                                |          |
| Claudio Castilla Ruiz mit Alcaide              | 72,686             |                                                |          |
| Severo Jurado López mit Deep Impact            | 74,581             |                                                |          |
| 7                                              | Dänemark           | Dänemark                                       | 216,584  |
|                                                |                    | Rikke Svane mit Finckenstein TSF               | 70,233   |
| Anders Dahl mit Selten                         | (68,758)           |                                                |          |
| Betina Jæger mit Belstaff                      | 70,140             |                                                |          |
| Daniel Bachmann Andersen mit Zack              | 76,211             |                                                |          |
| 8                                              | Australien         | Australien                                     | 210,016  |
|                                                |                    | Alexis Hellyer mit Floreno                     | (67,360) |
| Brett Parbery mit Weltmieser                   | 70,109             |                                                |          |
| Mary Hanna mit Boogie Woogie                   | 68,323             |                                                |          |
| Kristy Oatley mit Du Soleil                    | 71,584             |                                                |          |
| 9                                              | Belgien            | Belgien                                        | 207,499  |
|                                                |                    | Fanny Verliefden mit Indoctro van de Steenblok | 67,981   |
| Isabel Cool mit Aranco V                       | (aufgegeben)       |                                                |          |
| Jeroen Devroe mit Eres                         | 68,540             |                                                |          |
| Laurence Roos mit Fil Rouge                    | 70,978             |                                                |          |
| 10                                             | Russland           | Russland                                       | 207,065  |
|                                                |                    | Jewgenija Dawydowa mit Awakening               | (63,276) |
| Jelena Sidnewa mit Fuhur                       | 64,953             |                                                |          |
| Tatjana Kosterina mit Diavolessa               | 69,472             |                                                |          |
| Inessa Merkulowa mit Mister X                  | 72,640             |                                                |          |
| 11                                             | Kanada             | Kanada                                         | 206,538  |
| 12                                             | Portugal           | Portugal                                       | 202,935  |
| 13                                             | Schweiz            | Schweiz                                        | 200,202  |
|                                                |                    | Caroline Häcki mit Rigoletto Royal CH          | 63,540   |
| Birgit Wientzek Pläge mit Robinvale            | 67,842             |                                                |          |
| Antonella Joannou mit Dandy de la Roche CH     | 68,820             |                                                |          |
| Estelle Wettstein mit West Side Story          | (62,019)           |                                                |          |
| 14                                             | Japan              | Japan                                          | 199,797  |
| 15                                             | Brasilien          | Brasilien                                      | 193,900  |

#### Einzelwertung: Grand Prix Spécial
Aus dem Block der ersten acht Reiter bis zur ersten Pause erreichte Judy Reynolds mit ihrem 16-jährigen Wallach Vancouver K das beste Ergebnis. Mit fast 74 Prozent reichte es im Endergebnis zu Rang 15. Reynolds war damit die erste Irin überhaupt, die sich für die Grand Prix Kür bei einer Weltmeisterschaft qualifiziert hatte.
Im zweiten Viertel erreichte Tinne Vilhelmson Silfvén mit dem wieder genesenen 16-jährigen Don Auriello 71,632 Prozent. Für den Wallach war Tryon das dritte internationale Turnier in diesem Jahr und zugleich erst das dritte Turnier seit den Olympischen Spielen 2016 gewesen. Der nochmals ein Jahr ältere Westfale Delgado von Beatriz Ferrer-Salat kam auf über 74 Prozent und somit auf den 13. Rang.
Mit dem ersten Pferd des dritten Viertels des Starterfeldes traf man auf das erste am Ende in den Top zehn platzierte Teilnehmerpaar: Therese Nilshagen bestritt in Tryon ihr zweites internationales Championat, wie im Vorjahr ritt sie den Rapphengst Dante Weltino OLD. Das Paar startete stark und erhielt gleich in den ersten drei Lektionen zweimal eine Neun von einem der Richter. Fehler in den Zweierwechseln konnte sie mehrfach hohe Noten im starken Trab entgegensetzen. Mit 75,821 Prozent reichte es dennoch nicht an die Leistung heran, die Nilshagen im Vorjahr den fünften Platz bei den Europameisterschaften gebracht hatte. Ihre 30-jährige Landsfrau Juliette Ramel hingegen konnte ihr bestes Championatsergebnis nach dem Junioren-/Junge-Reiter-Alter erringen: War sie mit Buriel 2016 noch 28. bei den Olympischen Spielen geworden, reichte es in Tryon für den achten Platz. Insbesondere die Piaffen und Passagen brachten dem Paar Noten bis hin zur 9.5.
Auch für den 12-jährigen Wallach Sammy Davis Jr. von Dorothee Schneider war Tryon Championat Nummer zwei in seiner Karriere. Trotz versehentlicher Zweierwechsel in den Einerwechseln konnte der konnte der harmonische Ritt überzeugen, 75,608 Prozent brachten den elften Platz. Bei Jessica von Bredow-Werndls junger Stute Dalera fehlte hingegen einen Tag nach dem Grand Prix noch die Kraft für den anspruchsvollen Grand Prix Spécial. Durch Schwächen in Piaffen und in den Einerwechseln reichte es 73,875 Prozent.
Für Kasey Perry-Glass und Dublet reichte es nach Spitzenergebnissen beim CHIO Aachen auch vor heimischer Kulisse zu einem starken Ergebnis von 78,541 Prozent. Hingegen noch ohne Auftritt vor großer internationaler Konkurrenz, zeigte sich Carl Hesters junger Wallach Delicato als Pferd für große Aufgaben. Mit einer Vielzahl von 8er-Noten in fast allen Lektionen reichte es trotz Fehlers in den Einerwechseln für zusammen 77,219 Prozent. Edward Gals Hengst Zonik zeigte sich in besserer Anlehnung als noch im Frühjahr beim Weltcupfinale in Paris. Mit 77,751 Prozent lieferten sie das klar beste Ergebnis des niederländischen Aufgebots ab.
Patrik Kittel konnte, obwohl auch er ein erst zehnjähriges Pferd, die Stute Well Done de la Roche, ritt, in die Nähe der Medaillenränge vorstoßen. Laura Graves folgte nach ihm, ihr und ihrem 16-jährigen Verdades gelang der erste Ritt an diesem Tag, der mit (deutlich) über 80 Prozent belohnt wurde. Sönke Rothenberger war mit der Hoffnung auf die mögliche Goldmedaille nach Tryon gefahren. Doch anders als im Grand Prix, wo es immerhin zum dritten Platz langte, unterliefen ihm und Cosmo im Grand Prix Spécial zu viele Fehler. Bei beiden Einerwechsel-Touren kam es zu Fehler, auch in den Piaffen blieben beide unter ihrem Leistungsvermögen. 81,277 Prozent und damit fast einen halben Prozent hinter Graves reichten nur für den vierten Platz.
Zwischen die beiden schob sich Charlotte Dujardin. Die Ausgangslage war derer ihres Trainers Carl Hester vergleichbar: Ihre sogar erst neunjährige Stute Freestyle hatte zuvor keinem internationalen Vergleich standhalten müssen. Mit einem Ergebnis von 81,489 Prozent erwies sie sich als würdige Nachfolgerin des aus dem Turniersport verabschiedeten Ex-Weltmeisters Valegro. Neue Weltmeister wurden die 14-jährige Fuchsstute Bella Rose und Isabell Werth. Wie bereits im Grand Prix gewannen beide mit großem Abstand, mit etlichen 10er-Noten gab es gesamt 86,246 Prozent.
| Rang | Reiter                    | Pferd                   | Prozent  |
| ---- | ------------------------- | ----------------------- | -------- |
| 1    | Isabell Werth             | Bella Rose              | 86,246 % |
| 2    | Laura Graves              | Verdades                | 81,717 % |
| 3    | Charlotte Dujardin        | Mount St John Freestyle | 81,489 % |
| 4    | Sönke Rothenberger        | Cosmo                   | 81,277 % |
| 5    | Patrik Kittel             | Well Done de la Roche   | 79,726 % |
| 6    | Kasey Perry-Glass         | Dublet                  | 78,541 % |
| 7    | Edward Gal                | Zonik                   | 77,751 % |
| 8    | Juliette Ramel            | Buriel                  | 77,280 % |
| 9    | Carl Hester               | Delicato                | 77,219 % |
| 10   | Therese Nilshagen         | Dante Weltino OLD       | 75,821 % |
| 11   | Dorothee Schneider        | Sammy Davis Jr.         | 75,608 % |
| 12   | Kristy Oatley             | Du Soleil               | 74,605 % |
| 13   | Beatriz Ferrer-Salat      | Delgado                 | 74,103 % |
| 13   | Claudio Castilla Ruiz     | Alcaide                 | 74,103 % |
| 15   | Judy Reynolds             | Vancouver K             | 73,982 % |
| 16   | Jessica von Bredow-Werndl | TSF Dalera BB           | 73,875 % |

### Vielseitigkeit
- 83 Starterpaare aus 23 Nationen, 16 Mannschaften[51][52]

In der Vielseitigkeit konnten die Nationen jeweils fünf Reiter mit je einem Pferd zu den Weltreiterspielen entsenden. Vier Teilnehmer pro Nation bildeten die Mannschaft im Vielseitigkeitsreiten, von denen die drei besten Ergebnisse in die Mannschaftswertung eingingen.
Die Aufgaben, die die Reiter und Pferde in Tryon zu bewältigen hatten, entsprachen denen einer CCI 4*-Prüfung. Nach der Vielseitigkeitsdressur am Donnerstag und Freitag der ersten Woche ging es am Samstag jener Woche auf die Geländestrecke.
Die Entscheidung in Einzel- und Mannschaftswertung fiel in der Teilprüfung Springen, die auf den Montag (17. September) verschoben worden war. Die in den drei Teilprüfungen erzielten Minuspunkte wurden addiert und anhand dieses Ergebnisses die Medaillensätze vergeben.

#### Teilprüfung Dressur
Eine zum Jahresbeginn 2018 in Kraft getretene Änderung hatte große Auswirkungen auf das Ergebnis nach der Dressur: Die Differenz zwischen 100 Prozent und dem in der Dressur erzielten Prozentergebnis eines Reiters wurde nun nicht mehr mit einem Koeffizienten von 1,5 berechnet. Stattdessen bildete diese Differenz nun direkt das Minuspunkteergebnis. Dieses Verfahren hat zur Folge, dass die Abstände nach der Dressur geringer sind und die Bedeutung der Dressur für das Gesamtergebnis sinkt. So lag Julia Krajewski nach einer herausragenden Dressur mit Chipmunk FRH mit 80,115 Prozent in Führung, Ingrid Klimke folgte mit 76,724 Prozent auf Rang zwei. Nach dem neuen Reglement führte dies zu einem Abstand von 3,4 Minuspunkten zwischen den Reiterinnen, nach altem Regelwerk hätte der Abstand bereits 5,1 Minuspunkte betragen.
30 Reiter-Pferd-Paare erhielten von den Richtern in der Dressur ein Ergebnis von 70 Prozent oder besser und somit 30 oder weniger Minuspunkte. Erwartungsgemäß lag die deutsche Mannschaft nach der Dressur in Führung, doch die Führung betrug nur 7,4 Minuspunkte vor Großbritannien.

#### Teilprüfung Gelände
Der von Mark Phillips geplante Geländekurs wurde vielfach gelobt: Der 5,7 Kilometer lange Kurs war optisch ansprechend, bot an vielen Hindernissen mehrere (bis zu fünf) alternative Wege und lieferte damit gute Bilder von der Vielseitigkeit. Eine erste Besonderheit fand sich zwischen den Hindernissen zwei und drei der Geländestrecke, hier mussten die Reiter eine Brücke über ein Tal überwinden. Ab Hindernis drei umrundeten die Reiter einen See, dessen seichter Uferbereich bei den Hindernissen 6 und 7AB als erstes Wasser durchritten wurde. In einer Schleife (Hindernisse 8 und 9ABC) musste die Teilnehmer eine erste kräftige Steigung, gefolgt von einem ebenso anspruchsvollen Gefälle bewältigen, bevor mit Hindernis 10 schon das nächste Wasser anstand. Kniffelig waren hier die als Bug eines Schiffes gestalteten dreieckigen Hindernisse in Wasser, gefolgt von von kleineren Wasserfällen überspülten Holzpalisaden als Wasseraussprünge. Diese Passage wurde von vielen Reitern als Problemstelle erkannt, viele wählten einen längeren Weg mit einem flachen Wasserausritt ohne Wasserfall.
Zwischen den Hindernissen 12 und 13 sowie nach Hindernissen 15 und 17 wurde des Flusstal nochmal dreimal mit Brücken überwunden. Hindernis 14BCD (CSX Junction) stellte den Paaren eine Reihe schmaler Ecken in den Weg, bei Hindernis 18BC sind schmale, als Eich- bzw. Grauhörnchen gestaltete Bürsten. Hindernis 20ABC war der dritte und letzte Wasserdurchritt. Hierbei hatte Phillips die Hindernisteile A und C als klassische Wasserhindernisse gestaltet, die jedoch an beiden Seiten über nach außen spitzenden Wasserfontänen als optische Ablenkung verfügten, Hindernisteile B war das Unterreiten einer über das Wasser spannenden Holzbrücke. Diese Holzbrücke stand als längere Alternative zur Umgehung des Wassers ebenso zur Verfügung. Hinter diesem Wasser begann der große, letzte Anstieg hinauf zur Hauptstation, in dem Reiter und Pferde nur noch ein leichteres Hindernis und das Ziel erwartete.
Aufgrund der erwarteten starken Regenfälle am Abend wurde die Startreihenfolge im Gelände geändert, statt alle vier Minuten wurde alle drei Minuten ein Reiter auf den Kurs geschickt. Von den 81 gestarteten Reitern und Pferden schieden nur acht aus, nur eine Reiterin gab auf. Bereits als dritter Reiter ging Kai Rüder als erster deutscher Mannschaftsreiter an den Start. Ohne sich an anderen Ritten orientieren zu können, ritt Rüder mit gemäßigtem Tempo und überschritt die Idealzeit von 10:00 Minuten um 43 Sekunden. Dies erwies sich im Laufe der Prüfung als zu viel, die 17,2 hieraus resultierenden Minuspunkte warfen ihn weit zurück (45. Platz nach dem Gelände). Julia Krajewski, nach der Dressur in Führung, hatte als eine der wenigen bisher gut platzierten Reiter einen Vorbeiläufer und damit 20 Strafpunkte. Andreas Dibowskis junge Stute Corrida zeigte sich zum Ende des Geländekurses nicht mehr so spritzig und bekam wie Rüder etliche Minuspunkte für das Überschreiten der erlaubten Zeit. Ingrid Klimke blieb im Gelände ohne Fehler und Zeitüberschreitung und konnte damit ihr Dressurergebnis von 23,3 Minuspunkten halten.
Für den besten Schweizer nach der Dressur, Felix Vogg, verlief der Geländetag unglücklich, er kam auf das schlechteste Geländeergebnis aller Reiter, die die Cross-Country-Strecke beendeten: 90 Minuspunkte für Verweigerungen und eine Überschreitung der Idealzeit um 1,24 Minuten erhöhte sein Ergebnis auf 159,20 Minuspunkte. Die Schweiz war nur mit drei Reitern am Start und somit auf jedes Mannschaftsergebnis angewiesen. Auch Robin Godel und Patrizia Attinger sammelten zweistellige Minuspunktzahlen im Gelände, so dass nach dem Gelände die Schweiz abgeschlagen auf dem letzten Rang lag. Mit Idealergebnis beendeten zwei Nationen das Gelände: Irland konnte 3,6 Minuspunkte von Cathal Daniels streichen, während alle vier Mannschaftsreiter Großbritanniens ohne jeden Minuspunkt aus dem Gelände kamen. Im Zwischenstand nach zwei Teilprüfungen lag Großbritannien vor Irland und Frankreich, Deutschland fiel auf Rang sechs zurück. Bereits in Olympiaform zeigten sich Japan, das als Außenseiter solide Dressurergebnisse erritten hatte und im Gelände auf nur 6,8 Minuspunkte kam. Damit schoben sich die Japaner in der Zwischenwertung auf Rang vier.

#### Teilprüfung Springen
Mit einem Tag Verspätung aufgrund des Wirbelsturms Florence traten noch 70 Reiter und Pferde in der letzten Teilprüfung an. Zwei Reiter zogen ihre Pferde vor der Verfassungsprüfung einen Tag zuvor zurück. Darunter war auch Anna Freskgård, deren Stute Box Qutie sich am letzten Hindernis des Geländekurses eine Sehnenverletzung zugezogen hatte. Nachdem sich der Gesundheitszustand des Pferdes zunächst verbesserte, trat Mitte der zweiten Woche der Weltreiterspiele eine deutliche Verschlechterung des Zustandes ein. Daraufhin wurde die Entscheidung getroffen, die Stute einzuschläfern.
Das Springen der Vielseitigkeitsreiter am Montag erfolgte über einen anspruchsvollen, aber für alle teilnehmenden Reiter und Pferde reitbaren Parcours. Die Hindernishöhe betrug bis zu 1,30 Meter, die 555 Meter mussten in 89 Sekunden bewältigt werden. Minuspunkte für Zeitüberschreitung gab es kaum, aber die Hindernisfehler würfelten das eng beieinander liegende Teilnehmerfeld nochmals durcheinander. Die drei Schweizer Reiter kamen auf weitere 19 Minuspunkte und konnten den letzten Mannschaftsrang damit nicht mehr verlassen. Die US-amerikanische Equipe kam im Springen gleich drei Mal auf 12 Minuspunkte, nur ihr bestplatzierter Reiter Phillip Dutton konnte ohne Fehler bleiben und damit seinen 13. Platz in der Einzelwertung sichern. Die Mannschaft konnte trotz der Vielzahl an Fehlern Rang acht halten. Anders Schweden, die Vize-Europameister von 2017 rutschten, nur noch zu dritt, von Rang sieben auf neun ab.
Für Australien bitter war das Ergebnis von 26 Minuspunkten im Springen von Emma McNab und Fernhill Tabasco. Das bis hierhin gute Ergebnis wurde damit zum Streichergebnis, die Mannschaft rutschte einen Rang in den Platzierung ab. Für die deutsche Mannschaft blieb Julia Krajewskis Resultat das Streichergebnis, zwei Fehler erhöhten es auf 56,3 Minuspunkte. Durch das Abrutschen Australiens beendete Deutschland die Weltmeisterschaft auf Rang fünf. Japan und Frankreich konnten ihren vierten bzw. dritten Rang über das Springen hinweg halten.
Die Einzel- und die Mannschaftsentscheidung blieben bis zum Ende des Springens, das in umgekehrter Reihenfolge des Einzelergebnisses erfolgte, offen. Sarah Ennis als drittletzte Starterin hatte noch die Möglichkeit, die Aussicht auf eine Mannschafts-Goldmedaille für Irland offen zu halten. Doch ihr unterlief ein Hindernisfehler, ihr Landsmann Padraig McCarthy blieb in Führung in der Einzelwertung. Damit verlor sie nicht nur die Chance auf eine Einzelmedaille, sondern gab der britischen Equipe vor ihrer letzten Reiterin Rosalind Canter einen Vorsprung von 4,2 Minuspunkten. Canter und ihr 13-jähriger Allstar B blieben fehlerfrei und sicherten Großbritannien damit Mannschaftsgold. Zudem setzte sie damit Ingrid Klimke unter Druck, die über einen Vorsprung von nur 1,3 Minuspunkten verfügte. Doch Klimke schien mit ihrem Oldenburger Wallach Hale Bob den Springkurs tadellos zu bewältigen. Doch am letzten Hindernis fiel doch noch eine Stange, vier Minuspunkte ließen Klimke auf den Bronzerang zurückfallen. Der Einzeltitel ging damit bei ihrem erst zweiten internationalen Championat an die 32-jährige Britin Rosalind Canter.

#### Mannschaftswertung
| Platz                                | Land               | Reiter und Pferde                | Minuspunkte | Minuspunkte | Minuspunkte | Minuspunkte |
| Platz                                | Land               | Reiter und Pferde                | Dressur     | Gelände     | Springen    | Gesamt      |
| 1                                    | Großbritannien     | Großbritannien                   |             |             |             | 88,80       |
| ------------------------------------ | ------------------ | -------------------------------- | ----------- | ----------- | ----------- | ----------- |
|                                      |                    | Rosalind Canter Allstar B        | 24,60       | 0,00        | 0,00        | 24,60       |
| Piggy French Quarrycrest Echo        | 27,80              | 0,00                             | 4,00        | 31,80       |             |             |
| Tom McEwen Toledo de Kerser          | 28,40              | 0,00                             | 4,00        | 32,40       |             |             |
| Gemma Tattersall Arctic Soul         | 32,40              | 0,00                             | 12,00       | (44,40)     |             |             |
| 2                                    | Irland             | Irland                           |             |             |             | 93,00       |
|                                      |                    | Padraig McCarthy Mr Chunky       | 27,20       | 0,00        | 0,00        | 27,20       |
| Sarah Ennis Stellor Rebound          | 26,30              | 0,00                             | 4,00        | 30,30       |             |             |
| Sam Watson Ardagh Highlight          | 35,50              | 0,00                             | 0,00        | 35,50       |             |             |
| Cathal Daniels Rioghan Rua           | 34,00              | 3,60                             | 4,00        | (41,60)     |             |             |
| 3                                    | Frankreich         | Frankreich                       |             |             |             | 99,80       |
|                                      |                    | Thibaut Vallette Qing du Briot   | 25,60       | 1,20        | 4,00        | 30,80       |
| Maxime Livio Opium de Verrieres      | 30,10              | 2,00                             | 0,00        | 32,10       |             |             |
| Sidney Dufresne Tresor Mail          | 28,90              | 4,00                             | 4,00        | 36,90       |             |             |
| Donatien Schauly Pivoine des Touches | 29,30              | 10,00                            | 0,00        | (39,30)     |             |             |
| 4                                    | Japan              | Japan                            |             |             |             | 113,90      |
|                                      |                    | Toshiyuki Tanaka Talma d'Allou   | 33,70       | 0,80        | 1,00        | 35,50       |
| Yoshiaki Ōiwa Calle                  | 28,20              | 6,00                             | 4,00        | 38,20       |             |             |
| Kazuma Tomoto Tacoma d'Horset        | 32,20              | 0,00                             | 8,00        | 40,20       |             |             |
| Ryuzo Kitajima Queen Mary            | 32,00              | 43,80                            | 0,00        | (75,80)     |             |             |
| 5                                    | Deutschland        | Deutschland                      |             |             |             | 118,20      |
|                                      |                    | Ingrid Klimke Hale Bob OLD       | 23,30       | 0,00        | 4,00        | 27,30       |
| Andreas Dibowski FRH Corrida         | 30,30              | 13,20                            | 0,00        | 43,50       |             |             |
| Kai Rüder Colani Sunrise             | 30,20              | 17,20                            | 0,00        | 47,40       |             |             |
| Julia Krajewski Chipmunk FRH         | 19,90              | 28,40                            | 8,00        | (56,30)     |             |             |
| 6                                    | Australien         | Australien                       |             |             |             | 135,80      |
|                                      |                    | Andrew Hoy Vassily de Lassos     | 29,80       | 0,00        | 0,00        | 29,80       |
| Christopher Burton Cooley Lands      | 28,60              | 20,00                            | 0,00        | 48,60       |             |             |
| Shane Rose Virgil                    | 29,40              | 28,00                            | 0,00        | 57,40       |             |             |
| Emma McNab Fernhill Tabasco          | 27,00              | 6,80                             | 26,00       | (59,80)     |             |             |
| 7                                    | Neuseeland         | Neuseeland                       |             |             |             | 142,20      |
|                                      |                    | Tim Price Cekatinka              | 27,20       | 0,00        | 4,00        | 31,20       |
| Jonelle Price Classic Moet           | 30,00              | 0,00                             | 8,00        | 38,00       |             |             |
| Mark Todd McClaren                   | 31,40              | 37,60                            | 4,00        | 73,00       |             |             |
| Blyth Tait Dassett Courage           | 29,70              | ausgeschieden                    | –           | (1030,70)   |             |             |
| 8                                    | Vereinigte Staaten | Vereinigte Staaten               |             |             |             | 145,00      |
|                                      |                    | Phillip Dutton Z                 | 27,60       | 6,40        | 0,00        | 34,00       |
| Lynn Symansky Donner                 | 28,30              | 0,00                             | 12,00       | 40,30       |             |             |
| Boyd Martin Tsetserleg               | 27,10              | 31,60                            | 12,00       | 70,70       |             |             |
| William Coleman Tight Lines          | 35,60              | 51,60                            | 12,00       | (99,20)     |             |             |
| 9                                    | Schweden           | Schweden                         |             |             |             | 155,50      |
| 10                                   | Niederlande        | Niederlande                      |             |             |             | 157,60      |
| 11                                   | Kanada             | Kanada                           |             |             |             | 158,70      |
| 12                                   | Italien            | Italien                          |             |             |             | 164,30      |
| 13                                   | Belgien            | Belgien                          |             |             |             | 166,60      |
| 14                                   | Spanien            | Spanien                          |             |             |             | 175,80      |
| 15                                   | Brasilien          | Brasilien                        |             |             |             | 217,70      |
| 16                                   | Schweiz            | Schweiz                          |             |             |             | 332,70      |
|                                      |                    | Robin Godel Grandeur de Lully CH | 34,20       | 38,40       | 4,00        | 76,60       |
| Patrizia Attinger Hilton P           | 37,70              | 51,20                            | 8,00        | 96,90       |             |             |
| Felix Vogg Colero                    | 28,60              | 123,60                           | 7,00        | 159,20      |             |             |

#### Einzelwertung
Bei Gleichstand im Endergebnis entschied die Zeit des Geländeritts, die dichter an der Idealzeit von 10,00 Minuten lag, über die vordere Platzierung.
| Rang | Reiter            | Pferd                | Minuspunkte | Minuspunkte      | Minuspunkte | Minuspunkte | Minuspunkte |
| Rang | Reiter            | Pferd                | Dressur     | Gelände          | Springen    | Gesamt      |             |
| ---- | ----------------- | -------------------- | ----------- | ---------------- | ----------- | ----------- | ----------- |
| 1    | Rosalind Canter   | Allstar B            | 24,60       | 0,00             | 0,00        | 24,60       |             |
| 2    | Padraig McCarthy  | Mr Chunky            | 27,20       | 0,00             | 0,00        | 27,20       |             |
| 3    | Ingrid Klimke     | Hale Bob OLD         | 23,30       | 0,00             | 4,00        | 27,30       |             |
| 4    | Andrew Hoy        | Vassily de Lassos    | 29,80       | 0,00             | 0,00        | 29,80       |             |
| 5    | Sarah Ennis       | Stellor Rebound      | 26,30       | 0,00             | 4,00        | 30,30       |             |
| 6    | Thibaut Vallette  | Qing du Briot        | 25,60       | 1,20             | 4,00        | 30,80       |             |
| 7    | Astier Nicolas    | Vinci de la Vigne    | 27,20       | 0,00 (10:00 min) | 4,00        | 31,20       |             |
| 8    | Tim Price         | Cekatinka            | 27,20       | 0,00 (9:55 min)  | 4,00        | 31,20       |             |
| 9    | Kristina Cook     | Billy the Red        | 29,10       | 2,40             | 0,00        | 31,50       |             |
| 10   | Piggy French      | Quarrycrest Echo     | 27,80       | 0,00             | 4,00        | 31,80       |             |
| 11   | Maxime Livio      | Opium de Verrieres   | 30,10       | 2,00             | 0,00        | 32,10       |             |
| 12   | Tom McEwen        | Toledo de Kerser     | 28,40       | 0,00             | 4,00        | 32,40       |             |
| 13   | Phillip Dutton    | Z                    | 27,60       | 6,40             | 0,00        | 34,00       |             |
| 14   | Sam Watson        | Ardagh Highlight     | 35,50       | 0,00             | 0,00        | 35,50       |             |
| 15   | Toshiyuki Tanaka  | Talma d'Allou        | 33,70       | 0,80             | 1,00        | 35,50       |             |
|      | …                 |                      |             |                  |             |             |             |
| 28   | Andreas Dibowski  | FRH Corrida          | 30,30       | 13,20            | 0,00        | 43,50       |             |
|      | …                 |                      |             |                  |             |             |             |
| 33   | Kai Rüder         | Colani Sunrise       | 30,20       | 17,20            | 0,00        | 47,40       |             |
|      | …                 |                      |             |                  |             |             |             |
| 39   | Julia Krajewski   | Chipmunk FRH         | 19,90       | 28,40            | 8,00        | 56,30       |             |
|      | …                 |                      |             |                  |             |             |             |
| 60   | Robin Godel       | Grandeur de Lully CH | 34,20       | 38,40            | 4,00        | 76,60       |             |
|      | …                 |                      |             |                  |             |             |             |
| 65   | Patrizia Attinger | Hilton P             | 37,70       | 51,20            | 8,00        | 96,90       |             |
|      | …                 |                      |             |                  |             |             |             |
| 70   | Felix Vogg        | Colero               | 28,60       | 123,60           | 7,00        | 159,20      |             |
|      | …                 |                      |             |                  |             |             |             |
| —    | Sandra Auffarth   | Viamant du Matz      | 30,60       | aufgegeben       |             | —           |             |

### Dressurreiten der Reiter mit Behinderung (Para-Dressur)
- 63 Starterpaare aus 23 Nationen, 14 Mannschaften[67]

Den sportlichen Auftakt zur zweiten Woche lieferten die Para-Dressurreiter. Diese bestritten je Grade zwei Prüfungen, bei denen jeweils Medaillen verliehen wurden. Damit wurden einschließlich der Mannschaftsprüfung insgesamt elf Medaillensätze vergeben.
An den ersten zwei Wettkampftagen der Para-Dressur standen die Championshiptests aller fünf Grades auf dem Programm. In diesen Prüfungen fielen die Entscheidungen um die Einzelwertung, die Medaillen wurden pro Grade vergeben.
An den darauffolgenden zwei Tagen (20. und 21. September) wurde die Team-Prüfung ausgetragen, die als Entscheidung um die Mannschaftswertung diente. Auch in dieser Prüfung wurden für jedes Grade eigene, festgelegte Aufgaben geritten. Am 22. September traten alle Reiter in ihrer dritten Prüfung an, der Kür. Dort wurden die Einzel-Europameister in der Kür der einzelnen Grades ermittelt. Die Reiter stellten bei der Kür die vorgeschriebenen Lektionen individuell zu einer Prüfung zusammen.

#### Einzelwertungen: Championshiptest

##### Grade I
Im Grade I war das dominierende Pferd der letzten Championate nicht am Start: Athene Lindebjerg hatte bei den Paralympics 2016 und den Europameisterschaften 2017 jeweils im Championshiptest auf Platz eins gestanden. Doch ihre aktuelle Reiterin Julie Payne war im Jahr 2018 neu in den Grade II eingeordnet worden. Auch die Siegerin der Weltreiterspiele 2014, Sophie Christiansen, war nicht Teil des britischen Aufgebots bei den Weltreiterspielen 2018.
Der Sieg ging an ein in de letzten Jahren auch bereits stets hoch platziertes Paar, Sara Morganti aus Italien und die 13-jährige Stute Royal Delight. Laurentia Tan konnte ihren Bronzerang aus dem Jahr 2014 ebenfalls verbessern und gewann die Silbermedaille. Elke Philipp zeigte sich ebenfalls zufrieden mit ihrer Bronzemedaille: Sie ritt in Tryon den erst achtjährigen Oldenburger Hengst Fürst Sinclair.
Endergebnis:
| Rang | Reiter               | Pferd             | Prozent  |
| ---- | -------------------- | ----------------- | -------- |
| 1    | Sara Morganti        | Royal Delight     | 74,750 % |
| 2    | Laurentia Yen-Yi Tan | Fürst Sherlock    | 73,750 % |
| 3    | Elke Philipp         | Fürst Sinclair    | 73,143 % |
| 4    | Rihards Snikus       | King of the Dance | 72,179 % |
| 5    | Roxanne Trunnell     | Dolton            | 72,143 % |
|      | …                    |                   |          |
| 11   | Julia Sciancalepore  | Heinrich IV       | 67,893 % |

##### Grade II
Die zwei dominierenden Reiter des Grades II der letzten Jahre traten bei den Weltreiterspielen mit jungen Pferden an: Während Lee Pearson mit seiner 9-jährigen Stute Styletta aufgab, verlief die Prüfung für Pepo Puch und seinem 10-jährigen Hannoveraner Sailor's Blue erfolgreich. Zwei der fünf Richter führten Puch auf dem ersten Rang, doch er hatte eine gleichstarke Konkurrentin. Im Gesamtergebnis aller Richter gewann die Europameisterschafts-Dritte, Stinna Kaastrup aus Dänemark, mit weniger als 0,1 Prozent Vorsprung Gold. Sie ritt den bereits 17-jährigen Wallach Smarties.
Endergebnis:
| Rang | Reiter                | Pferd                      | Prozent  |
| ---- | --------------------- | -------------------------- | -------- |
| 1    | Stinna Tange Kaastrup | Smarties                   | 72,676 % |
| 2    | Pepo Puch             | Sailor's Blue              | 72,382 % |
| 3    | Nicole den Dulk       | Wallace                    | 70,735 % |
| 4    | Cloe Mislin           | Don Caruso                 | 66,735 % |
| 5    | Maurilio Vaccaro      | Bonaire van de Mottelhoeve | 66,000 % |

##### Grade III
Im Grade III zeigten sich die Richter bei den Ritten der deutschen Reiter uneinig: Bei Steffen Zeibig und seiner bewährten 14-jährigen Stute Feel Good schwankten sie zwischen dem ersten und siebenten Rang, bei Angelika Trabert und ihrem Westfalenwallach Diamond's Shine zwischen dem zweiten und siebenten Rang. Deutlich war der Vorsprung des Siegerpaares: Rixt van der Horst wurde, wie bereits vier Jahre zuvor bei den vorherigen Weltreiterspielen Weltmeisterin. In Tryon ritt sie Findsley, eine achtjährige Stute.
Endergebnis:
| Rang | Reiter             | Pferd           | Prozent  |
| ---- | ------------------ | --------------- | -------- |
| 1    | Rixt van der Horst | Findsley        | 73,735 % |
| 2    | Natasha Baker      | Diva Dannebrog  | 72,471 % |
| 3    | Rebecca Hart       | El Corona Texel | 72,235 % |
| 4    | Emma Booth         | Zidane          | 71,618 % |
| 5    | Angelika Trabert   | Diamond's Shine | 71,588 % |
| 6    | Steffen Zeibig     | Feel Good       | 71,294 % |

##### Grade IV
Die Entscheidung im Championshiptest des Grade IV war eng, die Spitze des Starterfeldes leistungsmäßig nah beieinander: So trennten die drei Medaillen weniger als ein Prozent im Ergebnis, auch die viertplatzierte Belgierin trennte kaum mehr als ein Prozent vom Goldmedaillenergebnis. Der Sieg ging an das Europameisterpaar von 2017, Sanne Voets und Demantur.
Endergebnis:
| Rang | Reiter                  | Pferd       | Prozent  |
| ---- | ----------------------- | ----------- | -------- |
| 1    | Sanne Voets             | Demantur    | 73,927 % |
| 2    | Rodolpho Riskalla       | Don Henrico | 73,366 % |
| 3    | Susanne Jensby Sunesen  | Que Faire   | 73,146 % |
| 4    | Manon Claeys            | San Dior    | 72,854 % |
| 5    | Louise Etzner Jakobsson | Zernard     | 70,780 % |

##### Grade V
Drei Reitern glückte im Championshiptest des Grade V mit ihren Pferden ein Ergebnis von über 70 Prozent. Bronze ging hierbei in ihrer ersten Saison im Para-Dressursport an Regine Mispelkamp. Gold und Silber machten zwei der seit Jahren dominierenden Reiter in diesem Grade unter sich aus: Frank Hosmar und Alphaville, die amtierenden Europameister, kamen auf über 73 Prozent. Sophie Wells und ihr 11-jähriger Wallach C Fatal Attraction lagen bei den Europameisterschaften noch hinter Hosmar. In Tryon hingegen gewann Wells mit über zwei Prozent Vorsprung.
Endergebnis:
| Rang | Reiter            | Pferd              | Prozent  |
| ---- | ----------------- | ------------------ | -------- |
| 1    | Sophie Wells      | C Fatal Attraction | 75,429 % |
| 2    | Frank Hosmar      | Alphaville         | 73,167 % |
| 3    | Regine Mispelkamp | Look at me now     | 71,452 % |
| 4    | Ciska Vermeulen   | Rohmeo             | 69,167 % |
| 5    | Tomoko Nakamura   | Djazz F            | 68,738 % |

#### Mannschaftswertung
Die Mannschaftswertung war für die Para-Dressurreiter die zweite Prüfung bei den Weltreiterspielen und endete mit einer Sensation: Großbritannien, seit Jahrzehnten die dominierende Nation im Dressursport der Reiter mit Behinderung, gewann erstmals bei einem internationalen Championat nicht die Mannschafts-Goldmedaille. Zwar konnte Sophie Wells das mit 77,233 Prozent stärkste Ergebnis aller Reiter im Team Test von Tryon erreiten und auch Lee Pearson lieferte nach seinem Ausscheiden im Championshiptest im Team Test ein Ergebnis von über 71 Prozent. Doch ein Gesamtresultat von 222,957 war nur das zweitbeste Mannschaftsergebnis. Genau 0,64 Prozent Vorsprung hatte die Equipe der Niederlande, von deren Reiter keiner seinen Ritt mit weniger als 72,9 Prozent beendete.
Die deutsche Equipe hatte ein Jahr zuvor bei den Europameisterschaften einen Medaillenrang verpasst und war mit dem Ziel angetreten, unter die besten drei Nationen zu kommen und sich damit die Qualifikation für die Sommer-Paralympics 2020 zu sichern. Vor der letzten Reiterin stand fest, dass ein Ergebnis von über 74 Prozent erforderlich sein würde, um dieses Ziel zu erreichen. Elke Philipp gelang dies, mit ihrem Pferd Fürst Sinclair kam sie auf 74,357 Prozent. Damit stand die Bronzemedaille für die deutschen Para-Dressurreiter fest.
| Platz                                         | Land               | Reiter und Pferde                            | Prozent  |
| 1                                             | Niederlande        | Niederlande                                  | 223,597  |
| --------------------------------------------- | ------------------ | -------------------------------------------- | -------- |
|                                               |                    | Frank Hosmar (Grade V) Alphaville            | 73,488   |
| Nicole den Dulk (Grade II) Wallace            | (72,939)           |                                              |          |
| Sanne Voets (Grade IV) Demantur               | 76,550             |                                              |          |
| Rixt van der Horst (Grade III) Findsley       | 73,559             |                                              |          |
| 2                                             | Großbritannien     | Großbritannien                               | 222,957  |
|                                               |                    | Sophie Wells (Grade V) C Fatal Attraction    | 77,233   |
| Lee Pearson (Grade II) Styletta               | 71,606             |                                              |          |
| Natasha Baker (Grade III) Diva Dannebrog      | 74,118             |                                              |          |
| Erin Frances Orford (Grade III) Dior          | (69,029)           |                                              |          |
| 3                                             | Deutschland        | Deutschland                                  | 216,965  |
|                                               |                    | Regine Mispelkamp (Grade V) Look at me now   | 72,791   |
| Angelika Trabert (Grade III) Diamond's Shine  | (70,235)           |                                              |          |
| Steffen Zeibig (Grade III) Feel Good          | 71,853             |                                              |          |
| Elke Philipp (Grade I) Fürst Sinclair         | 74,357             |                                              |          |
| 4                                             | Dänemark           | Dänemark                                     | 218,851  |
|                                               |                    | Stinna Tange Kaastrup (Grade II) Smarties    | 74,848   |
| Susanne Jensby Sunesen (Grade IV) Que Faire   | (70,525)           |                                              |          |
| Caroline Cecilie Nielsen (Grade III) Davidoff | 70,824             |                                              |          |
| Line Munk Madsen (Grade I) Beebob             | 73,179             |                                              |          |
| 5                                             | Vereinigte Staaten | Vereinigte Staaten                           | 214,940  |
|                                               |                    | Angela Peavy (Grade IV) Royal Dark Chocolate | (67,075) |
| Kate Shoemaker (Grade IV) Solitaer            | 69,800             |                                              |          |
| Rebecca Hart (Grade III) El Corona Texel      | 72,676             |                                              |          |
| Roxanne Trunnell (Grade I) Dolton             | 72,464             |                                              |          |
| 6                                             | Belgien            | Belgien                                      | 214,891  |
|                                               |                    | Ciska Vermeulen (Grade V) Rohmeo             | 70,884   |
| Manon Claeys (Grade IV) San Dior              | 73,150             |                                              |          |
| Barbara Minneci (Grade III) Stuart            | (68,118)           |                                              |          |
| Eveline van Looveren (Grade I) Feleva         | 70,857             |                                              |          |
| 7                                             | Brasilien          | Brasilien                                    | 210,965  |
| 8                                             | Kanada             | Kanada                                       | 205,698  |
| 9                                             | Italien            | Italien                                      | 201,424  |
| 10                                            | Finnland           | Finnland                                     | 200,819  |
| 11                                            | Frankreich         | Frankreich                                   | 199,998  |
| 12                                            | Japan              | Japan                                        | 198,324  |
| 13                                            | Portugal           | Portugal                                     | 188,048  |
| 14                                            | Hongkong           | Hongkong                                     | 188,023  |

#### Einzelwertungen: Kür
Die Küren der Para-Dressur wurden nacheinander am vorletzten Turniertag der Weltreiterspiele ausgerichtet. Startberechtigt waren je Grade noch acht Reiter.

##### Grade I
In der Kür des Grade I konnte Elke Philipp mit ihrem jungen Hengst Fürst Sinclair noch nicht an die Ergebnisse mit ihrem erfahrenen Rappwallach Regaliz anknüpfen und erhielt ein Ergebnis im 73-Prozent-Bereich. Der Lette Rihards Snikus konnte nach seinen Erfolgen bei den Europameisterschaften 2017 auch erstmals bei einer Weltmeisterschaft eine Medaille gewinnen. Mit King of the Dance kam er auf den Silberrang, während Gold mit einem deutlichen Vorsprung von über 2,7 Prozent an Sara Morganti ging. Die US-Amerikanerin Roxanne Trunnell ritt das jüngste Pferd in der Prüfung, mit dem erst sechsjährigen Hannoveraner Dolton gewann sie Bronze.
Endergebnis:
| Rang | Reiter               | Pferd             | Prozent  |
| ---- | -------------------- | ----------------- | -------- |
| 1    | Sara Morganti        | Royal Delight     | 78,867 % |
| 2    | Rihards Snikus       | King of the Dance | 76,113 % |
| 3    | Roxanne Trunnell     | Dolton            | 75,587 % |
| 4    | Elke Philipp         | Fürst Sinclair    | 73,493 % |
| 5    | Eveline van Looveren | Feleva            | 72,467 % |

##### Grade II
Auch im Grade II gab es einen klaren Sieg in der Kür: Mit B-Noten von 80 Prozent und höher von allen fünf Richtern ergab sich ein Ergebnis von 78,947 Prozent für die Kür von Stinna Tange Kaastrup und Smarties. Zu einer Kür zur Musik von Johann Strauss, die er auch schon 2012 bei seinem Goldmedaillengewinn bei den Paralympics geritten hatte, stellte Pepo Puch seinen neuen Sportpartner Sailor's Blue vor. Die Richter gaben Puch und seinem Rappen eine Wertung von 75,5 Prozent, was zum Gewinn der Silbermedaille führte.
Endergebnis:
| Rang | Reiter                | Pferd         | Prozent  |
| ---- | --------------------- | ------------- | -------- |
| 1    | Stinna Tange Kaastrup | Smarties      | 78,947 % |
| 2    | Pepo Puch             | Sailor's Blue | 75,500 % |
| 3    | Nicole den Dulk       | Wallace       | 74,573 % |
| 4    | Jaana Kivimäki        | Legolas       | 67,947 % |
| 5    | Cloe Mislin           | Don Caruso    | 66,647 % |

##### Grade III
Mit der Kür des Grade III endete die Weltmeisterschaft der Para-Dressurreiter, und diese brachte mehrere unerwartete Situationen mit sich: Nach der Hälfte der Starter lag Angelika Trabert knapp vor Steffen Zeibig in Führung. Die fünfte Starterin, die Australierin Emma Booth, baute mehrere Schrittpirouetten in ihre Kür ein. Nach dem Ritt gab es längere Diskussionen, ob alle von Booth gezeigten Lektionen in einer Kür des Grade III zulässig waren. Zunächst wurde ein Ergebnis nach Abzügen von nur 66,970 Prozent verkündet, später wurde das Ergebnis auf 71,193 Prozent erhöht. Darin enthalten waren weiterhin Abzüge in Höhe einer Einzelnote von 8,0 pro Richter, die Choreografie wurde von allen Richtern mit nur 5,5 bewertet.
Natasha Baker, die bis hierhin bei dieser Weltmeisterschaft zwei Silbermedaillen gewonnen hatte, hatte als vorletzte Starterin einen Schreckmoment: Ihre Stute Diva Dannebrog erschreckte sich und buckelte, wobei ihre jenseits des Sports im Rollstuhl sitzende Reiterin stürzte und damit ausschied. Baker blieb unverletzt. Auch das Pferd der letzten Reiterin, Rebecca Hart, erschrak sich in der Ecke in der Nähe des Einritts, ließ sich aber von seiner Reiterin schnell beruhigen. Harts Ritt belohnten die Richter mit 73,240 Prozent, was ihr die Silbermedaille einbrachte.
Endergebnis:
| Rang | Reiter             | Pferd           | Prozent  |
| ---- | ------------------ | --------------- | -------- |
| 1    | Rixt van der Horst | Findsley        | 77,347 % |
| 2    | Rebecca Hart       | El Corona Texel | 73,240 % |
| 3    | Angelika Trabert   | Diamond's Shine | 71,840 % |
| 4    | Steffen Zeibig     | Feel Good       | 71,487 % |
| 5    | Emma Booth         | Zidane          | 71,193 % |

##### Grade IV
Über den Sieg in der Kür des Grade IV bestand Einigkeit: Alle Richter vergaben an Sanne Voets und Demantur die höchsten Noten in dieser Prüfung, drei Mal erhielt Voets sogar eine 9,0 als Einzelnote. Die Abstände bis zum vierten Platz waren deutlich größer als im Championshiptest: Silber mit über vier Prozent Vorsprung vor der Drittplatzierten Kate Shoemaker ging an den Brasilianer Rodolpho Riskalla. Er ritt in Tryon den 15-jährigen Hengst Don Henrico.
Endergebnis:
| Rang | Reiter                 | Pferd       | Prozent  |
| ---- | ---------------------- | ----------- | -------- |
| 1    | Sanne Voets            | Demantur    | 79,645 % |
| 2    | Rodolpho Riskalla      | Don Henrico | 77,780 % |
| 3    | Kate Shoemaker         | Solitaer    | 73,230 % |
| 4    | Susanne Jensby Sunesen | Que Faire   | 72,735 % |
| 5    | Manon Claeys           | San Dior    | 72,590 % |

##### Grade V
In der Kür des Grade V wurde das einzige Mal bei diesen Weltmeisterschaften im Para-Dressursport die 80-Prozent-Marke bei einer Gesamtnote überschritten: Trotz nur mäßiger Noten im versammelten Schritt (6,0 bis 7,0) konnte Sophie Wells in der Gesamtvorstellung überzeugen. Mit sogar einer 10,0 für Musik und Interpretation der Musik kam sie auf 80,755 Prozent und sicherte sich damit Gold. Doch auch der Ritt von Frank Hosmar erhielt ein Ergebnis von über 79 Prozent. Nachdem Japan bereits mit dem vierten Platz in der Mannschaftswertung der Vielseitigkeit einen großen Erfolg bei den Weltreiterspielen 2018 verzeichnen konnte, gelang am vorletzten Tag sogar noch ein Medaillengewinn: Bronze ging in der Grade V-Kür an die 56-jährige Tomoko Nakamura, die den 10-jährigen Wallach Djazz F ritt. Regine Mispelkamp beendete ihre ersten Weltmeisterschaften mit den vierten Rang.
Endergebnis:
| Rang | Reiter            | Pferd              | Prozent  |
| ---- | ----------------- | ------------------ | -------- |
| 1    | Sophie Wells      | C Fatal Attraction | 80,755 % |
| 2    | Frank Hosmar      | Alphaville         | 79,155 % |
| 3    | Tomoko Nakamura   | Djazz F            | 73,540 % |
| 4    | Regine Mispelkamp | Look at me now     | 72,960 % |
| 5    | Ciska Vermeulen   | Rohmeo             | 71,045 % |

### Voltigieren
Das Programm der Voltigierer wuchs um eine weitere Entscheidung: Erstmals wurde auch eine Nationenpreiswertung ausgerichtet. Bei diesem bereits von CVIO-Turnieren wie dem CHIO Aachen bewährten Modus bildeten je zwei Einzelvoltigierer sowie die Voltigiergruppe der jeweiligen Nation eine Mannschaft.
An den ersten beiden Tagen der Voltigier bei den Weltreiterspielen standen eine Pflicht- und eine Kürprüfung für Einzelvoltigierer als auch Gruppen auf den Programm. Im Rahmen dieser Küren wurde auch der Nationenpreis ausgerichtet.
Am Finale nahmen im Einzelvoltigieren die besten 15 Damen und Herren sowie die besten zwölf Gruppen aus der ersten Teilprüfung teil. Die Einzelvoltigierer absolvierten dabei ein Technik-Programm als auch eine Kür, die Gruppen ausschließlich eine zweite Kür. Anhand des Durchschnitts der einzelnen Teilprüfungen wurden die Medaillen der Einzelvoltigierer (getrennt nach Damen und Herren) und die der Gruppen vergeben. Bei einem eventuellen Gleichstand der Wertungsnoten im Gesamtergebnis hätte die bessere Pflicht entschieden.
Der Pas de deux wurde zum zweiten Mal bei den Weltreiterspielen durchgeführt. Er umfasste zwei Kürprüfungen. Alle Voltigierprüfungen bei den Weltreiterspielen wurden durch acht Turnierrichter bewertet.

#### Nationenpreis
Neun Nationen brachten eine Mannschaft im Nationenpreis der Voltigierer an den Start. Hierbei traten direkt hintereinander die Einzelvoltigierer und die Gruppe einer Nation an. Herausfordernd war dies insbesondere für die Einzelvoltigierer, die auch Teil der Gruppe ihrer Nation waren. Diese Situation traf mit Lisa Wild und Katharina Luschin beide Einzelathleten Österreichs. Dennoch gelang es Österreich, die Bronzemedaille zu erringen. Die Schweiz folgte, auch für die Schweizer war die Belastung ähnlich gelagert: Nadja Büttiker war Teil der Voltigiergruppe. Monika Winkler-Bischofberger war wie Maria Lehrmann zuvor bei den Österreichern als Longenführerin bei allen drei Auftritten der Nation im Einsatz. Insbesondere ein besseres Ergebnis der Gruppe brachte die Schweiz in Führung.
Das deutsche Aufgebot trat als Favorit in Tryon an. Kristina Boe zeigte eine schwere Kür, hatte aber zwei Mal Balanceprobleme. Mit Jannik Heilands starkem Kürergebnis von fast neun Punkten und einer noch besser bewerteten Leistung dem Kölner Team Norka setzte sich Deutschland von seinen Konkurrenten ab und gewann die Goldmedaille.
| Platz                           | Land                         | Voltigierer         | Longenführer                 | Pferd               | Punkte |
| 1                               | Deutschland                  | Deutschland         | Deutschland                  | Deutschland         | 26,502 |
| ------------------------------- | ---------------------------- | ------------------- | ---------------------------- | ------------------- | ------ |
|                                 |                              | Kristina Boe        | Winnie Schlüter              | Don de la Mar       | 8,500  |
| Jannik Heiland                  | Barbara Rosiny               | Dark Beluga         | 8,986                        |                     |        |
| Team Norka des VV Köln-Dünnwald | Patric Looser                | Danny Boy OLD       | 9,016                        |                     |        |
| 2                               | Schweiz                      | Schweiz             | Schweiz                      | Schweiz             | 25,833 |
|                                 |                              | Nadja Büttiker      | Monika Winkler-Bischofberger | Acardi van de Kapel | 8,489  |
| Lukas Heppler                   | Monika Winkler-Bischofberger | Acardi van de Kapel | 8,516                        |                     |        |
| Team Lütisburg                  | Monika Winkler-Bischofberger | Rayo de la Luz      | 8,828                        |                     |        |
| 3                               | Österreich                   | Österreich          | Österreich                   | Österreich          | 25,371 |
|                                 |                              | Katharina Luschin   | Maria Lehrmann               | Fairytale           | 8,248  |
| Lisa Wild                       | Maria Lehrmann               | Fairytale           | 8,525                        |                     |        |
| Team RC Wildegg                 | Maria Lehrmann               | Alessio L'Amabile   | 8,598                        |                     |        |
| 4                               | Italien                      | Italien             | Italien                      | Italien             | 25,065 |
|                                 |                              | Silvia Stopazzini   | Laura Carnabuci              | Rosenstolz          | 8,295  |
| Anna Cavallaro                  | Nelson Vidoni                | Monaco Franze       | 8,257                        |                     |        |
| Team C.I.M.                     | Laura Carnabuci              | Hot Date Tek        | 8,513                        |                     |        |
| 5                               | Vereinigte Staaten           | Vereinigte Staaten  | Vereinigte Staaten           | Vereinigte Staaten  | 24,521 |
|                                 |                              | Elizabeth Osborn    | Krista Mack                  | Sting               | 8,191  |
| Colton Palmer                   | Maurits de Vries             | Zygo                | 8,136                        |                     |        |
| Team USA 1                      | Carolyn Bland                | Diva                | 8,194                        |                     |        |
| 6                               | Niederlande                  | Niederlande         | Niederlande                  | Niederlande         | 22,734 |
| 7                               | Großbritannien               | Großbritannien      | Großbritannien               | Großbritannien      | 20,734 |
| 8                               | Kanada                       | Kanada              | Kanada                       | Kanada              | 20,606 |
| 9                               | Tschechien                   | Tschechien          | Tschechien                   | Tschechien          | 19,155 |

#### Pas de deux
Eine Spitzengruppe aus vier Paaren machten den Sieg in der Entscheidung im Pas de deux unter sich aus. Silvia Stopazzini und Lorenzo Lupacchini hatten mit ihrem 11-jährigen Rheinischen Wallach Rosenstolz bereits beim CHIO Aachen den zweiten Platz belegt. Zwei Monate später, in Tryon, konnten beide sich leistungsmäßig nochmals steigern. Mit zwei Küren, die die Richter mit knapp über bzw. knapp unter neun Punkten bewerteten, gewannen sie Gold. Für das Voltigierpaar war dies die zweite Goldmedaille nach den Europameisterschaften 2017.
In Aachen hatten Theresa-Sophie Bresch und Torben Jacobs noch gewonnen, in Tryon verpassten beide knapp eine Medaille. Das Siegerpaar der Weltreiterspiele 2014, Jasmin Lindner und Lukas Wacha aus Österreich, kam auf den Silberrang.
| 1 | Silvia Stopazzini     | Lorenzo Lupacchini | Laura Carnabuci | Rosenstolz         | 9,057 | 8,997 | 9,027 |
| 2 | Jasmin Lindner        | Lukas Wacha        | Klaus Haidacher | Dr. Doolittle      | 9,138 | 8,888 | 9,013 |
| 3 | Janika Derks          | Johannes Kay       | Barbara Rosiny  | Dark Beluga        | 9,056 | 8,688 | 8,872 |
| 4 | Theresa-Sophie Bresch | Torben Jacobs      | Alexandra Knauf | Picardo            | 8,706 | 8,708 | 8,707 |
| 5 | Theresa Thiel         | Stefan Csandl      | Karin Böhmer    | Crossino           | 8,519 | 8,299 | 8,409 |
| 6 | Daniel Janes          | Haley Smith        | Carolyn Bland   | Diva               | 8,313 | 8,175 | 8,244 |
| 7 | Zoe Maruccio          | Syra Schmid        | Michael Heuer   | Latino v. Forst CH | 8,052 | 7,818 | 7,935 |
| 8 | Svenja Lehmann        | Selina Walder      | Rita Blieske    | Bentley            | 7,758 | 7,432 | 7,595 |

#### Einzelwertung Damen
Wohl eine der engsten Entscheidungen bei diesen Weltreiterspielen war jene der Einzelwertung der weiblichen Einzelvoltigiererinnen. Im Durchschnitt der vier Teilprüfungen lagen zwischen den vier besten Damen nur 0,080 Punkte Unterschied. Kristina Boe hatte keine der Teilprüfungen gewonnen, war aber stets unter die besten vier gekommen. Dies reichte für den Gesamtsieg.
Mit ihrem Sieg in der letzten Kür konnte Sarah Kay, die in der ersten Kür nur auf Rang zehn gekommen war, Punkte gutmachen. Dennoch reichte es nicht für eine Medaille. Auch Janika Derks und Lisa Wild konnten in der zweiten Kür mit den Plätzen zwei und drei glänzen und sicherten sich eben jene Platzierungen auch in der Gesamtwertung. Beste Teilnehmer aus einer nicht-deutschsprachigen Nation war Sheena Bendixen, die die erste Kür gewonnen hatte.
| Rang | Voltigiererin     | Longenführer                 | Pferd                 | Punkte  | Punkte | Punkte  | Punkte | Punkte |
| Rang | Voltigiererin     | Longenführer                 | Pferd                 | Pflicht | Kür 1  | Technik | Kür 2  | Gesamt |
| ---- | ----------------- | ---------------------------- | --------------------- | ------- | ------ | ------- | ------ | ------ |
| 1    | Kristina Boe      | Winnie Schlüter              | Don de la Mar         | 8,347   | 8,500  | 7,986   | 8,719  | 8,388  |
| 2    | Janika Derks      | Jessica Lichtenberg          | Carousso Hit          | 8,192   | 8,415  | 8,077   | 8,810  | 8,374  |
| 3    | Lisa Wild         | Maria Lehrmann               | Fairytale             | 8,267   | 8,525  | 7,894   | 8,764  | 8,363  |
| 4    | Sarah Kay         | Dina Menke                   | Sir Valentin          | 8,203   | 8,169  | 7,979   | 8,880  | 8,308  |
| 5    | Nadja Büttiker    | Monika Winkler-Bischofberger | Acardi van de Kapel   | 8,182   | 8,489  | 7,826   | 8,515  | 8,253  |
| 6    | Sheena Bendixen   | Lasse Kristensen             | Ramstein              | 8,230   | 8,539  | 7,300   | 8,700  | 8,192  |
| 7    | Katharina Luschin | Maria Lehrmann               | Fairytale             | 8,506   | 8,248  | 7,138   | 8,113  | 8,001  |
| 8    | Marina Mohar      | Simone Aebi                  | For Ever du Chalet CH | 8,137   | 7,682  | 7,680   | 8,344  | 7,961  |
| 9    | Ilona Hannich     | Simone Aebi                  | For Ever du Chalet CH | 7,839   | 8,133  | 7,551   | 8,238  | 7,940  |

#### Einzelwertung Herren
Bei den Herren war die Konkurrenz deutlich internationaler als beim Wettbewerb der Damen, im Finale der besten 15 waren Teilnehmer aus acht Nationen am Start. Thomas Brüsewitz glückte auf dem Rücken des 16-jährigen Wallachs Danny Boy OLD einen gelungenen Start in die Weltreiterspiele, er gewann sowohl die Pflichtaufgabe als auch die erste Kür. Doch in den zwei weiteren Wertungsprüfungen verlor er diese Führung. Jannik Heiland, jeweils Zweiter in der Pflichtaufgabe, erster und zweiter Kür kam auch im Gesamtergebnis auf Rang zwei.
Weltmeister wurde Lambert Leclezio. Der Franzose gewann die Technikaufgabe mit 0,277 Punkten Vorsprung und sicherte sich auch den Sieg in der zweiten Kür 0,288 Punkten vor dem Zweitplatzierten Heiland.
| Rang | Voltigiererin       | Longenführer                 | Pferd               | Punkte  | Punkte | Punkte  | Punkte | Punkte |
| Rang | Voltigiererin       | Longenführer                 | Pferd               | Pflicht | Kür 1  | Technik | Kür 2  | Gesamt |
| ---- | ------------------- | ---------------------------- | ------------------- | ------- | ------ | ------- | ------ | ------ |
| 1    | Lambert Leclezio    | Francois Athimon             | Poivre Vert         | 8,440   | 8,832  | 8,443   | 9,262  | 8,744  |
| 2    | Jannik Heiland      | Barbara Rosiny               | Dark Beluga         | 8,467   | 8,986  | 7,995   | 8,974  | 8,606  |
| 3    | Thomas Brüsewitz    | Patric Looser                | Danny Boy OLD       | 8,480   | 8,987  | 7,796   | 8,868  | 8,533  |
| 4    | Jannis Drewell      | Lars Hansen                  | Feliciano           | 8,286   | 8,921  | 8,116   | 8,711  | 8,509  |
| 5    | Juan Martín Clavijo | Jill Palmer                  | Freeke              | 8,146   | 8,465  | 8,166   | 8,480  | 8,314  |
| 6    | Vincent Haennel     | Fabrice Holzberger           | Ultrachic           | 8,146   | 8,416  | 7,560   | 8,759  | 8,220  |
| 7    | Lukas Heppler       | Monika Winkler-Bischofberger | Acardi van de Kapel | 7,992   | 8,516  | 6,833   | 8,755  | 8,024  |
| 8    | Dominik Eder        | Martin Eder                  | Pipetto             | 7,952   | 8,173  | 7,217   | 8,535  | 7,969  |

#### Gruppenvoltigieren
12 Nationen traten mit einer Voltigiergruppe in Tryon an. In der Pflicht ging die Schweizer Gruppe aus Lütisburg mit fast 0,2 Punkten Vorsprung in Führung. Auch in der ersten Kür zeigte sie eine mit 8,828 Punkten hochbewertete Leistung. Doch das dominierende Europameisterteam aus Köln errang sogar eine Note von über neun Punkten. Damit lagen vor der letzten Kür die Deutschen mit weniger als einem Hundertstelpunkt vor der Schweizer Gruppe in Führung.
Die zweite Kür verlief für die Lütisburger unglücklich: Ihr Pferd Rayo de la Luz musste während der Prüfung äppeln und auch bei den menschlichen Athleten lief es nicht wie geplant. Es schlichen sich ungewohnte Fehler ein, so dass es am Ende nur die drittbeste Kür des Tages wurde. Der erhoffte Goldmedaillengewinn schien in diesem Moment entglitten, was sich bestätigte: Das deutsche Team Norka konnte sich nochmals steigern, so dass im Durchschnitt aller drei Prüfungen eine Führung von über 0,2 Punkten zustanden kam. Für Österreich sicherten die Voltigierer des RC Wildegg mit der zweitbesten Kür des Tages ihren Bronzerang.
| Rang | Gruppe                           | Longenführer                 | Pferd             | Punkte  | Punkte | Punkte | Punkte |
| Rang | Gruppe                           | Longenführer                 | Pferd             | Pflicht | Kür 1  | Kür 2  | Gesamt |
| ---- | -------------------------------- | ---------------------------- | ----------------- | ------- | ------ | ------ | ------ |
| 1    | Team Norka des VV Koeln-Dünnwald | Patric Looser                | Danny Boy OLD     | 7,794   | 9,016  | 9,104  | 8,638  |
| 2    | Team Lütisburg                   | Monika Winkler-Bischofberger | Rayo de la Luz    | 7,979   | 8,828  | 8,491  | 8,433  |
| 3    | Team RC Wildegg                  | Maria Lehrmann               | Alessio L'Amabile | 7,355   | 8,598  | 8,641  | 8,198  |
| 4    | Team USA 1                       | Carolyn Bland                | Diva              | 7,349   | 8,194  | 8,457  | 8,000  |
| 5    | Team C.I.M.                      | Laura Carnabuci              | Hot Date Tek      | 7,179   | 8,513  | 8,266  | 7,986  |
| 6    | Team Roy Rogers                  | Cynthia Danvers              | Rubin Royal       | 6,826   | 7,537  | 7,460  | 7,274  |
| 7    | Team JK Voltiž Albertovec        | Andrea Vídenková             | Patriot           | 6,486   | 7,250  | 7,745  | 7,160  |

### Springen
- 124 Starterpaare aus 49 Nationen, 25 Mannschaften[96][97]

Jeweils fünf Springreiter mit je einem Pferd konnten die teilnehmenden Nationen zu den Weltreiterspielen entsenden. Die Anzahl der Reiter-Pferd-Paare, die am Mannschafts- und Einzelwettbewerb teilnahmen, war jedoch auf vier je Nation begrenzt. Der fünfte Reiter diente ausschließlich als Reserve und war, soweit kein anderer Mannschaftsreiter seiner Nation vor Beginn der Wettbewerbe ausfiel, nicht startberechtigt.
Der Modus der Mannschaftswertung umfasste zwei Teilprüfungen mit zusammen drei Umläufen. Für die Einzelwertung zählten die zwei Prüfungen der Mannschaftswertung sowie eine weitere Prüfung.
Als Zeitspringen mit Hindernishöhen bis 1,55 Meter war die erste Wertungsprüfung der Springreiter in Mannschaft und Einzel ausgeschrieben. Der Gewinner des Zeitspringens wurde nach Abschluss der Prüfung mit null Strafpunkten gewertet. Der Zeitunterschied zwischen dem Sieger und den weiteren Reitern wurde mit 0,5 multipliziert und ergab somit deren Anzahl an Strafpunkten. Reiter, die die Teilprüfung aufgrund von Aufgabe und Ausscheidens nicht beenden, erhielten ein Ergebnis, das 20 Punkte schlechter war als das des letztplatzierten Reiters, der die Prüfung beendet hatte.
Die Entscheidung um die Mannschaftsmedaillen fiel in der zweiten Wertungsprüfung. Diese Prüfung wurde als Springprüfung mit zwei unterschiedlichen Umläufen ausgetragen. Während am ersten Umlauf der Prüfung alle Teilnehmer der ersten Prüfung teilnehmen konnten, bestanden für den zweiten Umlauf Beschränkungen. So waren dort nur noch die zehn besten Mannschaften mit ihren Reitern sowie (für die Einzelwertung) die bisher besten 60 Reiter startberechtigt. Nach dem zweiten Umlauf wurden die Mannschaftsmedaillen vergeben. Wenn sich nach dem zweiten Umlauf zwei oder mehr Mannschaften strafpunktgleich auf dem ersten Platz befanden, wie dies bei dieser Weltmeisterschaft der Fall war, erfolgt ein Stechen um die Vergabe der Goldmedaille. Hier gingen nochmals alle Reiter der am Stechen teilnehmenden Mannschaften an den Start.
Die Entscheidung um die Einzelmedaille erfolgte nach deutlich verändertem Modus: Es war kein Pferdewechsel im Einzelfinale mehr vorgesehen. Die Einzelentscheidung wurde nach dem Nationenpreis auf eine Prüfung verkürzt, bei der die Anzahl der startberechtigten Reiter zudem deutlich reduziert wurde. In der dritten Teilprüfung der Einzelwertung konnten nur noch die 25 besten Reiter mit ihren Pferden an den Start gehen. Der Modus dieser Prüfung war der einer Springprüfung mit zwei unterschiedlichen Umläufen. Die Hindernisse waren in beiden Umläufen bis zu 1,65 Meter hoch, wobei der zweite Umlauf über einen nochmals erhöhten Schwierigkeitsgrad verfügen sollte. In jenem zweiten Umlauf durften nur noch die 12 bisher besten Teilnehmer antreten. Bei Punktgleichheit auf dem zwölften Platz nach dem ersten Umlauf hätte die Zeit über die Qualifikation zum zweiten Umlauf entschieden.
Soweit nach den drei Teilprüfungen mehr als ein Reiter punktgleich in Führung gelegen hätte, wäre ein Stechen um die Vergabe der Einzel-Goldmedaille erfolgt.

#### Startverzichte
Die Auswirkungen des engen und mit höchstdotierten Turnierserien (Global Champions Tour, Global Champions League, Rolex Grand Slam) gespickten Turnierkalenders der Springreiter wirkte sich nicht nur auf die Nationenpreisserie aus, sondern 2018 auch auf die Weltreiterspiele.
Die in der Weltrangliste auf Platz 28 geführte Edwina Tops-Alexander verzichtete zugunsten der Global Champions Tour nach dem Weltcupfinale im April auch auf die Weltreiterspiele im September. Großbritanniens erfolgreichste Reiter, Ben Maher (Platz 12 der Weltrangliste) und Scott Brash (Platz 39 der Weltrangliste), verzichteten fast komplett auf die Teilnahme an Nationenpreisen und damit auf die Chance der Nominierung für Tryon.
Aus Deutschland galt Philipp Weishaupt mit Convall als fast sicherer Starter für die Weltreiterspiele. Doch auch er fokussierte sich mit seinem besten Pferd auf den Rolex Grand Slam, verzichtete beim CHIO Aachen zugunsten des Großen Preises auf den Nationenpreisstart und startete kurz vor den Weltreiterspielen beim vermutlich schwersten Großen Preis des Jahres, dem Großen Preis des Spruce Meadows Masters. Der deutsche Springausschuss hielt einen Start in Spruce Meadows und bei den Weltreiterspielen mit demselben Pferd für nicht vertretbar und sah daher von einer Nominierung Weishaupts ab. Ähnlich die Saisonplanung von Luciana Diniz, die befürchtete, dass sich ihre Stute Fit for Fun bei den vielen an wenigen Tagen aufeinanderfolgenden schweren Umläufen der Weltmeisterschaft übernehmen könnte und verzichtete daher aus Rücksicht auf das Pferd auf den Start in Tryon. Auch Diniz wählte stattdessen den Start in Calgary-Spruce Meadows, wo sie mit Fit for Fun den vierten Platz im Großen Preis über 1,70 m-Hindernisse belegte.
Die beiden leistungsstarken Nationen der arabischen Halbinsel, Katar und Saudi-Arabien, waren in Tryon nicht am Start, ihr Fokus lag auf den zwei Wochen zuvor ausgerichteten Asienspielen in Indonesien. Für die in Europa lebende Saudi-Araberin Dalma Malhas bestand durch das Fehlen einer Mannschaft ihrer Nation jedoch die Möglichkeit, als Einzelreiterin in Tryon an den Start zu gehen.

#### Mannschaftswertung
Im Zeitspringen konnten sich zwei Nationen vom übrigen Starterfeld absetzen: Die Schweiz beendete die Prüfung mit gleich drei Reitern unter den besten 16, war ein umgerechnetes Mannschaftsergebnis von nur 2,64 Strafpunkten ergab. Ähnlich gut verlief die Prüfung für die Niederlande, deren drei beste Reiter die Plätze sieben bis 14 des Zeitspringens erreichten (gesamt 4,35 Strafpunkte). Dahinter lagen etliche Mannschaften eng beieinander, zwischen Platz drei und Platz 11 lagen vier Strafpunkte und somit nur der Abstand eines Springfehlers.
Das Ergebnis des Zeitspringens hatte jedoch nur wenig Auswirkung auf den weiteren Verlauf der Mannschaftswertung. Ein einer Weltmeisterschaft angemessener, fairer, aber höchst anspruchsvoller Parcours würfelte das Ergebnis der Mannschaften im ersten Umlauf des Nationenpreises deutlich durcheinander. Neun Strafpunkte erhielten die Schweizer hinzu, die damit aber ihre Führung halten konnten. Mit nur sechs Strafpunkten das beste Mannschaftsergebnis dieses Springens bekamen die US-Amerikaner, die damit nur noch weniger als einen Zeitstrafpunkt hinter den Schweizern auf Rang zwei lagen. Zwei Ritte ohne Hindernisfehler ihrer ersten beiden Reiterinnen halfen der deutschen Equipe, sich mit einem Ergebnis von 18,09 Strafpunkten auf dem dritten Rang der Zwischenwertung zu platzieren. Ebenso zur Spitzengruppe zählte nach diesem Springen Schweden, die sich auch dank des fehlerfreien Ritts von Peder Fredricson und Christian K auf nur 20,59 Strafpunkte kamen.
Die im Vorfeld als Favoriten gehandelten Belgier konnten in Tryon nicht überzeugen, unerwartet vor allem das Ergebnis von 22 Strafpunkten von Pieter Devos und Espoir im ersten Umlauf des Nationenpreises. 33,16 Strafpunkte reichten nur für Rang elf, die Mannschaft verpasste damit den zweiten Umlauf der besten zehn Nationen. Auch wenn sie sich nicht als Mannschaft für den zweiten Umlauf qualifizieren konnten, konnte Ägypten eine solide Mannschaftsleistung zeigen, alle vier Ägypter qualifizierten sich als Einzelreiter für den zweiten Umlauf.
Frankreichs erfahrenstes Paar, Kevin Staut und Reveur de Hurtebise kamen als erstes Paar ihrer Equipe gleich auf zwölf Strafpunkte in einem Parcours, der deutlich anders angelegt war als jener des ersten Umlaufs des Nationenpreises: Der Kurs war deutlich weniger technisch angelegt, mit Hindernishöhen bis 1,65 Meter jedoch die Kondition am dritten Prüfungstag in Folge fordernd. Insgesamt lief auch diese Prüfung für die junge französische Mannschaft nicht gut, versöhnlich noch der Ritt ihres letzten Reiters Alexis Deroubaix (ein Zeitstrafpunkt). Irland konnte nicht an die Leistung seines Europameisterschaftssieges von 2017 anknüpfen. Auch die Niederlande blieb hinter den Erwartungen zurück, Jur Vrieling und Glasgow v. Merelsnest waren den zweiten Tag in Folge mit jeweils 13 Strafpunkten das Streichergebnis. Während Australien glänzen konnte und als Außenseiter auf Rang sechs abschloss, erlebte die Schweizer Equipe einen Zusammenbruch. Werner Muff und Daimler blieben über alle Tage hinweg hinter ihrem Leistungsvermögen zurück und hätten mit 13 Strafpunkten das Streichergebnis sein müssen. Doch Janika Sprunger, bisher mit 2,96 Strafpunkten zu den besten Ergebnissen zählend, verpatzte den Parcoursstart völlig: Ihr Pferd Bacardi bekam gleich am ersten Hindernis einen Hindernisfehler und kam vor dem zweiten Sprung zum Stehen. Auch nach dem erneuten Anreiten des Hindernisses kam es zur Verweigerung und damit zum Ausscheiden. Aufgrund der guten Leistungen der Vortage reichte es für die Schweiz dennoch zu Rang vier.
Die noch junge deutsche Mannschaft konnte wie am Vortag zwei Ritte ohne Hindernisfehler verzeichnen: Simone Blum und Alice überzeugten ein weiteres Mal und Marcus Ehning wurde seiner Rolle als Erfahrenster der Mannschaft gerecht. Mit vier Strafpunkten aus diesem dritten Tag reichte es für die Bronzemedaille. Schwedens Ergebnis von 20,59 Strafpunkten stand bereits nach drei Ritten fest und damit auch bereits eine Medaille. Für die Vereinigten Staaten musste als letzter Starter McLain Ward ohne Fehler bleiben, um den Sieg sicherzustellen. Doch ihm unterlief ein Fehler, so dass sich das Mannschaftsergebnis auf ebenso 20,59 Strafpunkte erhöhte. Damit kam es zum Kuriosum einer Punktgleichheit und ein Stechen wurde erforderlich.
Im Stechen blieb es bis zum Schluss spannend: Beide Mannschaften mussten nochmals mit allen vier Reiter an den Start gehen, es gab wieder pro Nationen ein Streichergebnis. Zudem spielte nun auch die benötigte Zeit eine Rolle. Die beiden ersten Reiter blieben ohne Fehler. Die zweiten Reiter Schwedens und der Vereinigten Staaten unterlief jeweils ein Hindernisfehler, während die dritten Reiter wieder fehlerfrei blieben. Peder Fredricson als letzter Schwede musste nun schnell und ohne Fehler sein, was ihm auch gelang. Doch McLain Ward bügelte als Schlussreiter des Stechens seinen Fehler aus dem Umlauf aus, ohne Fehler zeigte er mit seiner Schimmelstute Clinta die mit Abstand schnellste Zeit des Stechens: 32,58 Sekunden. Damit konnten die Gastgeber bei Punktgleichstand eine über zwei Sekunden bessere Gesamtzeit aufbieten und gewannen damit Mannschaftsgold.
| Platz                                        | Land               | Reiter und Pferde                      | Strafpunkte       | Strafpunkte             | Strafpunkte             | Strafpunkte | Strafpunkte | Zeit     |
| Platz                                        | Land               | Reiter und Pferde                      | Zeitspringen      | Nationenpreis 1. Umlauf | Nationenpreis 2. Umlauf | Gesamt      | Stechen     | Stechen  |
| 1                                            | Vereinigte Staaten | Vereinigte Staaten                     | 6,59              | 6                       | 8                       | 20,59       | 0           | 100,67 s |
| -------------------------------------------- | ------------------ | -------------------------------------- | ----------------- | ----------------------- | ----------------------- | ----------- | ----------- | -------- |
|                                              |                    | Devin Ryan mit Eddie Blue              | 3,64              | 4                       | 4                       |             | 0           | 34,88 s  |
| Adrienne Sternlicht mit Cristalline          | (4,26)             | 1                                      | (5)               |                         | (4)                     | (34,61 s)   |             |          |
| Laura Kraut mit Zeremonie                    | 1,87               | (8)                                    | 0                 |                         | 0                       | 33,21 s     |             |          |
| McLain Ward mit Clinta                       | 1,08               | 1                                      | 4                 |                         | 0                       | 32,58 s     |             |          |
| 2                                            | Schweden           | Schweden                               | 8,59              | 12                      | 0                       | 20,59       | 0           | 102,73 s |
|                                              |                    | Henrik von Eckermann mit Mary Lou      | 3,20              | 8                       | 0                       |             | 0           | 32,99 s  |
| Malin Baryard-Johnsson mit Indiana           | (5.33)             | (9)                                    | 0                 |                         | (4)                     | (35,39 s)   |             |          |
| Fredrik Jönsson mit Cold Play                | 3,23               | 4                                      | 0                 |                         | 0                       | 35,31 s     |             |          |
| Peder Fredricson mit Christian K             | 2,16               | 0                                      | (8)               |                         | 0                       | 34,43 s     |             |          |
| 3                                            | Deutschland        | Deutschland                            | 9,09              | 9                       | 4                       | 22,09       |             |          |
|                                              |                    | Simone Blum mit DSP Alice              | 2,47              | 0                       | 0                       |             |             |          |
| Laura Klaphake mit Catch me if you can       | 6,25               | 1                                      | 4                 |                         |                         |             |             |          |
| Maurice Tebbel mit Don Diarado               | (6,51)             | (9)                                    | (5)               |                         |                         |             |             |          |
| Marcus Ehning mit Pret a Tout                | 0,37               | 8                                      | 0                 |                         |                         |             |             |          |
| 4                                            | Schweiz            | Schweiz                                | 2,64              | 9                       | 17                      | 28,64       |             |          |
|                                              |                    | Werner Muff mit Daimler                | (6,10)            | (12)                    | 13                      |             |             |          |
| Janika Sprunger mit Bacardi                  | 1,96               | 1                                      | (ausgeschieden)   |                         |                         |             |             |          |
| Martin Fuchs mit Clooney                     | 0,68               | 4                                      | 0                 |                         |                         |             |             |          |
| Steve Guerdat mit Bianca                     | 0,00               | 4                                      | 4                 |                         |                         |             |             |          |
| 5                                            | Niederlande        | Niederlande                            | 4,35              | 20                      | 8                       | 32,35       |             |          |
|                                              |                    | Frank Schuttert mit Chianti's Champion | (4,65)            | 12                      | 0                       |             |             |          |
| Marc Houtzager mit Calimero                  | 1,57               | 4                                      | 4                 |                         |                         |             |             |          |
| Jur Vrieling mit Glasgow v. Merelsnest       | 1,89               | (13)                                   | (13)              |                         |                         |             |             |          |
| Harrie Smolders mit Don Z                    | 0,89               | 4                                      | 4                 |                         |                         |             |             |          |
| 6                                            | Australien         | Australien                             | 7,32              | 21                      | 5                       | 33,32       |             |          |
|                                              |                    | Jamie Kermond mit Constellation        | 3,53              | 5                       | (5)                     |             |             |          |
| Scott Keach mit Fedor                        | (4,22)             | (8)                                    | 5                 |                         |                         |             |             |          |
| Billy Raymont mit Redwood                    | 3,48               | 8                                      | 0                 |                         |                         |             |             |          |
| Rowan Willis mit Blue Movie                  | 0,31               | 8                                      | 0                 |                         |                         |             |             |          |
| 7                                            | Irland             | Irland                                 | 10,12             | 17                      | 12                      | 39,12       |             |          |
|                                              |                    | Shane Sweetnam mit Chaqui Z            | 1,93              | 9                       | (9)                     |             |             |          |
| Shane Breen mit Ipswich van de Wolfsakker    | (5,96)             | (14)                                   | 4                 |                         |                         |             |             |          |
| Paul O’Shea mit Machu Picchu                 | 5,50               | 8                                      | 4                 |                         |                         |             |             |          |
| Cian O’Connor mit Good Luck                  | 2,69               | 0                                      | 4                 |                         |                         |             |             |          |
| 8                                            | Großbritannien     | Großbritannien                         | 13,04             | 18                      | 9                       | 40,04       |             |          |
|                                              |                    | William Funnell mit Buckingham         | (5,46)            | 5                       | (13)                    |             |             |          |
| Holly Smith mit Hearts Destiny               | 5,42               | 8                                      | 1                 |                         |                         |             |             |          |
| Amanda Derbyshire mit Luibanta               | 4,48               | 5                                      | 0                 |                         |                         |             |             |          |
| William Whitaker mit Utamaro d'Ecaussines    | 3,14               | (8)                                    | 8                 |                         |                         |             |             |          |
| 9                                            | Frankreich         | Frankreich                             | 7,76              | 20                      | 17                      | 44,76       |             |          |
|                                              |                    | Kevin Staut mit Reveur de Hurtebise    | 1,87              | 4                       | (12)                    |             |             |          |
| Nicolas Delmotte mit Ilex                    | 2,68               | 12                                     | 8                 |                         |                         |             |             |          |
| Alexandra Francart mit Volnay du Boisdeville | 3,21               | (20)                                   | 8                 |                         |                         |             |             |          |
| Alexis Deroubaix mit Timon d'Aure            | (3,38)             | 4                                      | 1                 |                         |                         |             |             |          |
| 10                                           | Kanada             | Kanada                                 | 11,89             | 21                      | 33                      | 65,89       |             |          |
|                                              |                    | Erynn Ballard mit Darkos Promise       | 3,40              | 8                       | 20                      |             |             |          |
| Kara Chad mit Carona                         | 5,48               | 5                                      | 8                 |                         |                         |             |             |          |
| Mario Deslauriers mit Bardolina              | (8,47)             | (11)                                   | 5                 |                         |                         |             |             |          |
| Eric Lamaze mit Chacco Kid                   | 3,01               | 8                                      | (nicht gestartet) |                         |                         |             |             |          |
| 11                                           | Belgien            | Belgien                                | 12,16             | 21                      |                         | (33,16)     |             |          |
| 12                                           | Ägypten            | Ägypten                                | 12,22             | 22                      |                         | (34,22)     |             |          |
| 13                                           | Israel             | Israel                                 | 10,42             | 24                      |                         | (34,42)     |             |          |
| 14                                           | Brasilien          | Brasilien                              | 6,42              | 32                      |                         | (38,42)     |             |          |
| 15                                           | Kolumbien          | Kolumbien                              | 9,31              | 32                      |                         | (41,31)     |             |          |
| 16                                           | Mexiko             | Mexiko                                 | 15,94             | 26                      |                         | (41,94)     |             |          |
| 17                                           | Argentinien        | Argentinien                            | 19,67             | 30                      |                         | (49,67)     |             |          |
| 18                                           | Neuseeland         | Neuseeland                             | 13,03             | 37                      |                         | (50,03)     |             |          |
| 19                                           | Spanien            | Spanien                                | 31,07             | 34                      |                         | (65,07)     |             |          |
| 20                                           | Japan              | Japan                                  | 17,83             | 49                      |                         | (66,83)     |             |          |
| 21                                           | Portugal           | Portugal                               | 26,03             | 49,00                   |                         | (75,03)     |             |          |
| 22                                           | Chile              | Chile                                  | 23,78             | 56,00                   |                         | (79,78)     |             |          |
| 23                                           | Italien            | Italien                                | 17,22             | ausgeschieden           |                         | –           |             |          |
| 24                                           | Ungarn             | Ungarn                                 | 22,02             | aufgegeben              |                         | –           |             |          |
| 25                                           | Venezuela          | Venezuela                              | 63,67             | aufgegeben              |                         | –           |             |          |

#### Einzelwertung

##### Zeitspringen
Der vom irischen Parcoursbauer Alan Wade erbaute Kurs des Zeitspringens wurden von vielen Reitern gelobt. Der Parcours mit drei zweifachen Kombinationen verfügte bei zwei Hindernissen Alternativsprünge für die Reiter: Der Weg vom und nach dem offenen Wassergraben (Hindernis acht) konnten recht gradlinig geritten werden, was jedoch die zeitaufwendige Variante war. Die Alternativsprünge 7op und 9op gestalteten die Wege zum und nach dem Wasser anspruchsvoller, sparten jedoch Zeit.
Über eine lange Zeit lag Pedro Veniss in Führung. Als 66. Starter mit Quabri de l'Isle im Parcours gewesen, schien seine Zeit von 76,68 Sekunden kaum mehr unterbietbar zu sein. Kevin Staut als 98. Reiter gelang dies mit dem 17-jährigen Reveur de Hurtebise, der an sich schon beim Weltcupfinale 2018 aus dem Sport genommen werden sollte. Beide benötigten nur 76,08 Sekunden, doch am letzten Hindernis fiel eine Stange, die Staut auf ein Ergebnis von 80,08 Sekunden zurückwarf. Erst der 123. und damit vorletzte Starter, Steve Guerdat, konnte mit seiner 12-jährigen Stute Bianca mit einer schnelleren Zeit fehlerfrei bleiben. Ein Ergebnis von 76,33 Sekunden brachten ihm den Sieg im Zeitspringen und damit die Führung (umgerechnet: 0,00 Strafpunkte) in der Einzelwertung der Weltmeisterschaft.

##### Nationenpreis
Der Kurs des ersten Umlauf des Nationenpreises war wesentlich anspruchsvoller als der des Zeitspringens, selbst mögliche Medaillenkandidaten beendeten den Kurs mit acht und mehr Strafpunkten. Auch die Zeit war so gewählt, dass es etliche Strafpunkte gab. Dennoch wurde der Parcours positiv bewertet, da es auch für die schwächeren Teilnehmer möglich war, den Kurs (mit hoher Fehleranzahl) sicher zu beenden. Dies zeigte sich auch daran, dass von den 122 verbliebenen Teilnehmern nur einer aufgab und drei ausschieden. Doch auch die Zahl der fehlerfreien Ritte war im Vergleich zur Anzahl der Starter winzig: Fünf Reitern gelang es mit ihren Pferden komplett ohne Fehler zu bleiben, vier weitere beendeten den Kurs mit nur einem Zeitstrafpunkt.
Ohne Fehler blieb aus dem ersten Viertel des Starterfeldes ausschließlich Simone Blum, die mit ihrer 11-jährigen Stute Alice damit zwischenzeitlich in Führung ging. Henrik von Eckermann und seine Stute Mary Lou (2017 das zwölftbeste Paar im internationalen Springreitsport) leisteten sich einen Fehler am offenen Wasser sowie am nachfolgenden Hindernis, was sie auf ein Ergebnis von 11,20 Strafpunkte zurückwarf. Die beiden besten Schweizer des Zeitspringens, Martin Fuchs und Steve Guerdat hatten jeweils einen Hindernisfehler und fielen auf die Plätze acht und zehn zurück. Janika Sprunger leistete sich nur einen Zeitstrafpunkt und kam damit auf Rang sechs. Einen Platz hinter ihr lag nun Max Kühner, der Wahl-Österreicher war mit Chardonnay fehlerfrei geblieben.
Deutlich aus der Spitzengruppe abgesackt waren Marcus Ehning und der Australier Rowan Willis, beide mit acht Strafpunkten nun auf den Plätzen 22 und 23. Der Luxemburger Christian Weier kam in dieser Prüfung auf 11 Strafpunkte, was ihn auf Rang 61 brachte – damit verpasste er äußerst knapp die Qualifikation für den zweiten Umlauf (Einzelstarter bei Platz 60 qualifiziert). Vor Simone Blum, am Ende des Tages auf Rang vier, platzierten sich Peder Fredricson (gesamt 2,16 Strafpunkte), McLain Ward (2,08) und in Führung Lorenzo de Luca mit Irenice Horta (1,19).
Nach Abschluss des Nationenpreises sah das Zwischenklassement der Einzelwertung aus Sicht des deutschsprachigen Raumes erfreulich aus: Vor den letzten beiden Umläufen lag die 29-jährige Deutsche Simone Blum (2,47 Strafpunkte) vor dem 44-jährigen Österreicher Max Kühner (2,97) und dem 26-jährigen Deutschschweizer Martin Fuchs (4,68 Strafpunkte). Lorenzo de Luca, der nur noch als Einzelreiter am Start gewesen war, unterlief ein Springfehler, was ihn auf Rang vier zurückwarf (5,19). Während Marcus Ehning mit Pret a Tout eine Null-Fehler-Runde gelang und er sich damit wieder auf Rang 12 vorarbeiten konnte, unterlief Steve Guerdat auch in der zweiten Runde des Nationenpreisspringens ein Fehler. Dennoch konnte er sich unter den besten Zehn halten (8,00 Strafpunkte, neunter Platz). Auch Laura Klaphake schaffte den Sprung unter die besten 25 Reiter, mit Catch me if you can kam sie nach einem Hindernisfehler auf nun 11,25 Strafpunkte.

##### Einzelfinale
Der erste Umlauf des Einzelfinals forderte die verbliebenen 25 Reiter-Pferd-Paare nochmals heraus. Als technisch anspruchsvolle Fehlerquelle erwies sich die Hindernisfolge 7 - 8ab - 9: Nach einem offenen Wassergraben folgte in leicht gebogener Linie ein Distanz (meist sechs Galoppsprünge) zu einer zweifachen Kombination, bestehend aus Steilsprung und Oxer. In einer weiteren Distanz folgte ein Steilsprung.
Nach 22 der 25 Teilnehmern hatte es erst drei fehlerfreie Ritte gegeben. Carlos Enrique Lopez Lizarazo und Laura Kraut gelang damit ein deutlicher Sprung nach vorne in der Rangierung unter die besten acht vor dem letzten Umlauf. Negative Überraschung waren 16 Strafpunkte für den Weltranglistenersten Harrie Smolders uns sein Spitzenpferd Don. Pedro Veniss erkannte nach zwei Hindernisfehlern im ersten Teil des Parcours, dass sein Fuchshengst Quabri de l'Isle die Runde nicht mehr mit einem dem Leistungsvermögen des Pferdes angemessenen Ergebnis beenden konnte und gab auf. Marcus Ehning unterliefen mit Pret A Tout wie schon im ersten Umlauf des Nationenpreises zwei Hindernisfehler, Laura Klaphake kam auf ein Ergebnis von fünf Strafpunkten. Mit Platz 14 und 15 war für beide damit die Weltmeisterschaft beendet.
Die dritte Null-Fehler-Runde gelang Steve Guerdat, der sich mit Bianca damit in Führung brachte. Die Gruppe der drei bis hierhin führenden Reiter bewies, dass sie und ihre Pferd diese Platzierung berechtigt innehatten: Martin Fuchs sorgte dank einem fehlerfreien Ritt mit Clooney für eine kurzzeitige Schweizer Doppelführung. Max Kühner überschritt mit seinem Schimmelhengst Chardonnay leicht die erlaubte Zeit, doch das Ergebnis reichte, um vor Fuchs zu bleiben. Die in der Altmark gezogene Fuchsstute Alice bewies erneut ihre Klasse und erreichte mit ihrer Reiterin Simone Blum als einziges Paar die vierte Runde ohne jeden Fehler und blieb damit in Führung.
Denkbar knapp war die erlaubte Zeit im zweiten Umlauf des Einzelfinals. Vor den zwölf Startern, die hier noch antreten durften, kamen nur zwei ohne Zeitstrafpunkte in das Ziel. Carlos Enrique Lopez Lizarazo und sein dunkelbrauner Wallach Admara waren die ersten, die ohne Hindernisfehler blieben. McLain Ward als nachfolgenden Reiter zog nach und hatte ebenso nur einen Zeitstrafpunkt. Steve Guerdat gelang es, mit Bianca in der erlaubten Zeit ohne Springfehler zu blieben. Damit setzte er seinen Landsmann Martin Fuchs unter Druck, der sich damit maximal drei Zeitstrafpunkte erlaubten konnte, um vor Guerdat zu blieben. Dies gelang, mit zwei Strafpunkten und damit einem Gesamtergebnis von 6,68 Strafpunkten lag er zunächst in Führung.
Max Kühner hatte die Chance, die erste Medaille für Österreich bei Springreit-Weltmeisterschaften seit 1974 (durch Hugo Simon) zu erringen. Doch leistete er sich mit Chardonnay zwei Hindernisfehler, die Einzelwertung beendete er auf Rang sechs. Damit hatten Simone Blum und Alice vier Strafpunkte Vorsprung auf Martin Fuchs. Doch beide blieben zum fünften Mal ohne Hindernisfehler, so dass ein Zeitstrafpunkt den Sieg nicht verhinderte. Der Titelgewinn für Blum, die zwei Jahre zuvor noch auf Rang 398 der Weltrangliste lag, war der erste Weltmeistertitel für Deutschland seit 1994 und der erste Weltmeistertitel für eine Frau seit 1986.
| Rang | Reiter                   | Pferd               | umgerechnete Punkte | Strafpunkte    | Strafpunkte    | Strafpunkte    | Strafpunkte    | Gesamt- ergebnis |
| Rang | Reiter                   | Pferd               | umgerechnete Punkte | 2. Teilprüfung | 2. Teilprüfung | 3. Teilprüfung | 3. Teilprüfung | Gesamt- ergebnis |
| Rang | Reiter                   | Pferd               | 1. Teilprüfung      | 1. Umlauf      | 2. Umlauf      | 1. Umlauf      | 2. Umlauf      | Gesamt- ergebnis |
| ---- | ------------------------ | ------------------- | ------------------- | -------------- | -------------- | -------------- | -------------- | ---------------- |
| 1    | Simone Blum              | DSP Alice           | 2,47                | 0              | 0              | 0              | 1              | 3,47             |
| 2    | Martin Fuchs             | Clooney             | 0,68                | 4              | 0              | 0              | 2              | 6,68             |
| 3    | Steve Guerdat            | Bianca              | 0,00                | 4              | 4              | 0              | 0              | 8,00             |
| 4    | McLain Ward              | Clinta              | 1,08                | 1              | 4              | 4              | 1              | 11,08            |
| 5    | Carlos E. Lopez Lizarazo | Admara              | 0,81                | 6              | 5              | 0              | 1              | 12,81            |
| 6    | Max Kühner               | Chardonnay          | 2,97                | 0              | 0              | 1              | 9              | 12,97            |
| 7    | Lorenzo de Luca          | Irenice Horta       | 1,19                | 0              | 4              | 4              | 5              | 14,19            |
| 8    | Fredrik Jönsson          | Cold Play           | 3,23                | 4              | 0              | 5              | 5              | 17,23            |
| 9    | Alexis Deroubaix         | Timon d'Aure        | 3,38                | 4              | 1              | 4              | 5              | 17,38            |
| 10   | Laura Kraut              | Zeremonie           | 1,87                | 8              | 0              | 0              | 9              | 18,87            |
| 11   | Adrienne Sternlicht      | Cristalline         | 4,26                | 1              | 5              | 4              | 6              | 20,26            |
| 12   | Rowan Willis             | Blue Movie          | 0,31                | 8              | 0              | 4              | 8              | 20,31            |
| 13   | Cian O’Connor            | Good Luck           | 2,69                | 0              | 4              | 8              |                | 14,69            |
| 14   | Laura Klaphake           | Catch me if you can | 6,25                | 1              | 4              | 5              |                | 16,25            |
| 15   | Marcus Ehning            | Pret a Tout         | 0,37                | 8              | 0              | 8              |                | 16,37            |
|      | …                        |                     |                     |                |                |                |                |                  |
| 44   | Maurice Tebbel           | Don Diarado         | 6,51                | 9              | 5              |                |                | 20,51            |
|      | …                        |                     |                     |                |                |                |                |                  |
| 57   | Janika Sprunger          | Bacardi             | 1,96                | 1              | AUSG           |                |                | –                |
|      | …                        |                     |                     |                |                |                |                |                  |
| 61   | Christian Weier          | Global              | 5,13                | 11             |                |                |                | 16,13            |
|      | …                        |                     |                     |                |                |                |                |                  |
| 67   | Werner Muff              | Daimler             | 6,10                | 12             |                |                |                | 18,10            |

### Fahren
- 19 Gespannfahrer aus 9 Nationen, 5 Mannschaften[119]

Vertreter der Fahrsportdisziplinen bei den Weltreiterspielen ist das Vierspännerfahren mit Großpferden. Startberechtigt waren hier pro Nation drei Fahrer mit ihren Gespannen. Jede Equipe musste im Mannschaftswettbewerb mindestens zwei, maximal drei Fahrer umfassen.
Die Vierspännerfahrer traten in drei Teilprüfungen an: Fahr-Dressur, Marathonfahren und Hindernisfahren. Jeweils zwei Fahrer pro Nation gingen in den Mannschaftswertung ein, dabei konnte das Streichergebnis in den einzelnen Teilprüfungen jedoch von unterschiedlichen Fahrern stammen. Die Mannschaftsmedaillen wurden anhand der Addition der Ergebnisse der Teilprüfungen vergeben. Auch in der Einzelwertung wurden die Medaille anhand der Rangierung der zusammengerechneten Minuspunkte ermittelt, es gewann der Fahrer mit den wenigsten Minuspunkten.
Der Aufwand für den Transport zur Wettkampfstätte war bei den Vierspännerfahrern im Vergleich zu den anderen Disziplinen der Weltreiterspiele besonders hoch: Es mussten pro Fahrer gleich fünf Pferde, mehrere Wagen und umfangreiche Ausrüstung transportiert werden. Die machte sich bei dem Teilnehmerfeld bemerkbar: Viele Mannschaften aus Europa scheuten die Anreise nach Nordamerika oder entsandten nur einen einzelnen Fahrer. Ungarn, traditionell eine der stärksten Nationen im Fahrsport und Bronzemedaillengewinner bei den Weltreiterspielen 2014, war bei den Fahrern in Tryon überhaupt nicht vertreten. Gegenüber 2014 umfasste das Starterfeld von 2018 in Einzel und Mannschaft jeweils nur etwa 40 Prozent.

#### Mannschaftswertung
Auch die Vierspännerfahrer waren von den missglückten Bauplanung betroffen, das für die Fahrdressur vorgesehene Stadion war noch nicht fertiggestellt. Die Teilprüfung wurde daher auf den Abreiteplatz der Springreiter verlegt, der zwar nicht über Tribünen, aber über gute Bodenbedingungen für die Pferde verfügte. Die deutsche Mannschaft konnte die eigenen Erwartungen nicht erfüllen und reihte sich mit drei Ergebnissen über 50 Minuspunkten auf dem fünften und damit letzten Platz ein. Die US-Amerikaner konnten sich an die Spitze setzen, insbesondere durch die starke Leistung des Gespanns von Chester C. Weber.
Vor der Marathonfahrt machten die Witterungsbedingungen den Teilnehmern sorgen: Es drohten, wie bereits am katastrophal verlaufenen Tag des Distanzrittes, über 30 °C und hohe Luftfeuchtigkeit. Die ursprüngliche Planung, die Pferde die starke Steigung zwischen dem Geländeareal und den Stadien zwei Mal im Wettbewerb bewältigen zu lassen, erschien unter diesen Umständen nicht zumutbar. Daher wurde beschlossen, die Aufwärmphase A nicht über die Steigung zu führen, sondern auf weitgehend flachem Areal. Zudem wurde die Zeit zur Erholung zwischen den acht Hinderniskomplexen um jeweils eine Minute zu verlängert.
Eine überwiegend starke Leistung zeigte Georg von Stein im Gelände: Gleich im ersten Hinderniskomplex lieferte er die drittschnellste Zeit aller Teilnehmer, bei zwei weiteren der acht Hinderniskomplexe fuhr er die zweitschnellste Zeit ein. Doch in Hinderniskomplex fünf blieb er mit seinem Gespann stecken. Sein achter Platz in dieser Teilwertung sollte der beste Deutsche bleiben. Christoph Sandmann hatte ebenso in Hindernis fünf Pech: Eines seiner Stangenpferde, die 15-jährige Stute Wanita, rutsche aus und stürzte. Die Stute blieb unverletzt, doch das Ausspannen der Pferde wurde als Aufgabe Sandmanns gewertet.
Die Niederlande blieben auch hier hinter den Erwartungen: Zwar zeigte Koos de Ronde die beste Leistung des Tages, doch seine Mannschaftskollegen kamen nur auf die Plätze 15 und 17. Im abschließenden Kegelfahren griffen die Niederländer nochmals an und fuhren des beste Ergebnis aller Mannschaften ein. Doch die US-Amerikaner hatten in den ersten beiden Teilprüfungen eine deutliche Führung herausgefahren, so dass ihnen der Sieg nicht mehr zu nehmen war. Die niederländische Mannschaft konnte somit nach etlichen Jahren zum ersten Mal nicht die Goldmedaille in einem Championat der Vierspänner gewinnen. Mit einer jungen Mannschaft – alle drei Fahrer waren jünger als 30 Jahre – sicherte sich Belgien die Bronzemedaille.
| Platz                 | Land               | Fahrer             | Minuspunkte  | Minuspunkte      | Minuspunkte       | Minuspunkte |
| Platz                 | Land               | Fahrer             | Dressur      | Marathon- fahren | Hindernis- fahren | Gesamt      |
| 1                     | Vereinigte Staaten | Vereinigte Staaten | 77,10        | 261,45           | 14,84             | 353,39      |
| --------------------- | ------------------ | ------------------ | ------------ | ---------------- | ----------------- | ----------- |
|                       |                    | James Fairclough   | (53,15)      | 135,94           | 12,07             |             |
| Misdee Wrigley-Miller | 42,00              | (155,94)           | (32,93)      |                  |                   |             |
| Chester C. Weber      | 35,10              | 125,51             | 2,77         |                  |                   |             |
| 2                     | Niederlande        | Niederlande        | 87,43        | 265,26           | 4,10              | 356,79      |
|                       |                    | Bram Chardon       | 46,37        | 147,98           | 0,00              |             |
| Koos de Ronde         | (56,93)            | 117,28             | (5,79)       |                  |                   |             |
| IJsbrand Chardon      | 41,06              | (152,96)           | 4,10         |                  |                   |             |
| 3                     | Belgien            | Belgien            | 102,76       | 251,04           | 10,29             | 364,09      |
|                       |                    | Dries Degrieck     | (61,47)      | (135,83)         | (11,64)           |             |
| Glenn Geerts          | 55,57              | 126,91             | 7,46         |                  |                   |             |
| Edouard Simonet       | 47,19              | 124,13             | 2,83         |                  |                   |             |
| 4                     | Frankreich         | Frankreich         | 101,40       | 260,60           | 16,25             | 378,25      |
|                       |                    | Anthony Horde      | (65,19)      | 132,67           | (18,37)           |             |
| Thibault Coudry       | 52,56              | 127,93             | 10,02        |                  |                   |             |
| Benjamin Aillaud      | 48,84              | (135,68)           | 6,23         |                  |                   |             |
| 5                     | Deutschland        | Deutschland        | 105,65       | 267,25           | 36,60             | 409,50      |
|                       |                    | Georg von Stein    | 53,86        | 130,24           | 21,64             |             |
| Mareike Harm          | 51,79              | 137,01             | 14,96        |                  |                   |             |
| Christoph Sandmann    | (aufgegeben)       | (aufgegeben)       | (aufgegeben) |                  |                   |             |

#### Einzelwertung
Schon in der Fahrdressur fuhr Boyd Exell eine deutliche Führung heraus. Die Richter werteten sein Gespann mit 80,556 Prozent. Nach der Umrechnung in Minuspunkte lag er damit mehr als drei Punkte vor Chester C. Weber und über neun Minuspunkte vor IJsbrand Chardon (der auf 74,667 Prozent gekommen war).
Der in der Dressur nur auf Rang 14 gekommene Koos de Ronde gewann die Marathonfahrt. Mit jeweils knapp über 121 Minuspunkten aus der Marathonfahrt folgten der Schweizer Jérome Voutaz und Boyd Exell in der Rangierung dieser Teilprüfung.
Im Kegelfahren ging der Sieg an den 25-jährigen Bram Chardon, Sohn von IJsbrand Chardon. Mit seinem Gespann blieb er als einziger sowohl ohne Fehler an den Kegeln als auch in der erlaubten Zeit. Doch bereits auf Rang zwei folgte Boyd Exell, der damit zum fünften Mal in Folge Weltmeister wurde.
| Rang | Fahrer             | Pferde                                                                                  | Minuspunkte | Minuspunkte      | Minuspunkte       | Minuspunkte |
| Rang | Fahrer             | Pferde                                                                                  | Dressur     | Marathon- fahren | Hindernis- fahren | Endergebnis |
| ---- | ------------------ | --------------------------------------------------------------------------------------- | ----------- | ---------------- | ----------------- | ----------- |
| 1    | Boyd Exell         | Carlos, Celviro, Checkmate, Daphne und Zindgraaf                                        | 31,68       | 121,93           | 0,53              | 154,14      |
| 2    | Chester Weber      | Asjemenou, Boris W, First Edition, Reno und Splash                                      | 35,10       | 125,51           | 2,77              | 163,38      |
| 3    | Edouard Simonet    | Bouke, Sanne, Dark Dream, Bauke und El Fiero van de Vemmekeshoeve                       | 47,19       | 124,13           | 2,83              | 174,15      |
| 4    | Koos de Ronde      | Alino, Cupido, Emir Morocco, Zerino und Zimon                                           | 56,93       | 117,28           | 5,79              | 180,00      |
| 5    | Jérome Voutaz      | Belle du Peupe CH, Flore CH, Holliday, Leon und Lune de la Vielle Fontaine              | 60,35       | 121,66           | 6,00              | 188,01      |
| 6    | Glenn Geerts       | Birckhouse Billie, Dash, De Solist, Scampolo und Zeron                                  | 55,57       | 126,91           | 7,46              | 189,94      |
| 7    | Thibault Coudry    | Cadans K, Conroy, Haraldo D, Zender und Zorro                                           | 52,56       | 127,93           | 10,02             | 190,51      |
| 8    | Benjamin Aillaud   | Beene van de Dubelsile, Douwe fan't Oosterzand, Jim, Sybren P und Triskel Siglavy Katia | 48,84       | 135,68           | 6,23              | 190,75      |
|      | …                  |                                                                                         |             |                  |                   |             |
| 12   | Mareike Harm       | Amicello, Luxus Boy, Racciano, Sunfire und Zazou                                        | 51,79       | 137,01           | 14,96             | 203,76      |
| 13   | Georg von Stein    | Despardo, Eddy, Fax, Hindrik und Playboy                                                | 53,86       | 130,24           | 21,64             | 205,74      |
|      | …                  |                                                                                         |             |                  |                   |             |
| –    | Christoph Sandmann | Amico, Bo Liberator, Fredie U, Wanita und Wierd                                         | 51,03       | aufgegeben       | 18,27             | –           |

## Medien
An neun Tagen berichtete Eurosport 1, meist in Form mehrstündiger Übertragungen bzw. Aufzeichnungen von den Weltreiterspielen in Tryon. Zusätzlich vom Springreiten übertrug in Deutschland one 7 ½ Stunden mehrheitlich live von den Nationenpreistagen und dem Einzelfinale. In der Schweiz sendeten SRF zwei bzw. SRF info den Nationenpreis und das Einzelfinale, die SRF Sport App sendete auch bereits das Zeitspringen.
Der Weltpferdesportverband FEI strahlte Live-Übertragungen von allen Disziplinen auf seinem kostenpflichtigen Livestreamportal FEI TV aus. Auf seinem Youtube-Kanal wurden zudem alle Prüfungen der Para-Dressurreiter live gestreamt. Für seine Premiummitglieder in Deutschland zeigte zudem der IPTV-Sender ClipMyHorse alle Prüfungen live.